# Poligny (Jura)
Pour les articles homonymes, voir Poligny.
Poligny  est une commune française située dans le département du Jura, la région culturelle et historique de Franche-Comté et la région administrative Bourgogne-Franche-Comté.
Avec 4 089 habitants nommés Polinois et Polinoises en 2022, elle est la sixième commune la plus peuplée au niveau départemental. Située au cœur du vignoble du Jura et en partie sur le premier plateau du massif du Jura, elle est également la quatrième commune la plus vaste du département, les trois quarts de son territoire étant couverts de forêts.
La ville est un centre touristique et culturel local avec notamment quinze édifices protégés au titre des monuments historiques et la présence de la Maison du comté, un musée consacré au célèbre fromage.
Poligny est considérée comme la capitale du comté, notamment parce qu'elle regroupe de nombreuses caves d'affinage (JuraFlore, Monts et Terroirs, Fromageries Vagne...) qui totalisent environ 200 000 meules et une École nationale d'industrie laitière. La commune produit également des vins du Jura et fut, en 1997, la première à accueillir la Percée du vin jaune, devenue une des plus importantes fêtes viticoles françaises.
Elle s'agrandit le 1er janvier 2025, sous le statut de commune nouvelle, de la commune de Vaux-sur-Poligny.

## Géographie

### Situation
La commune de Poligny est située en Franche-Comté, au centre du département du Jura. Les grandes villes les plus proches sont Besançon, préfecture du département du Doubs, située à 51 km à vol d'oiseau au nord-nord-est, Dijon, préfecture de région, située à 75 km en direction du nord-ouest, et les villes suisses de Lausanne distante de 79 km à l'est-sud-est et de Genève à 78 km au sud-sud-est. Paris, la capitale, se trouve à 336 km au nord-ouest. Poligny se trouve à 21 km au nord-est de Lons-le-Saunier, préfecture du département du Jura, et à 33 km au sud-est de Dole, sous-préfecture et ville la plus peuplée du département.

Le territoire communal se répartit en deux blocs distincts à l'ouest et à l'est relié par une étroite bande de 500 mètres de long et de 10 à 50 mètres de large. Les communes de Chamole, Chaussenans, Vaux-sur-Poligny et Barretaine se trouvent ainsi prises en étau entre ces deux parties. La commune est bien donc d'un seul tenant, néanmoins sa configuration particulière fait qu'elle est bordée par pas moins de seize autres communes :

### Géologie et relief

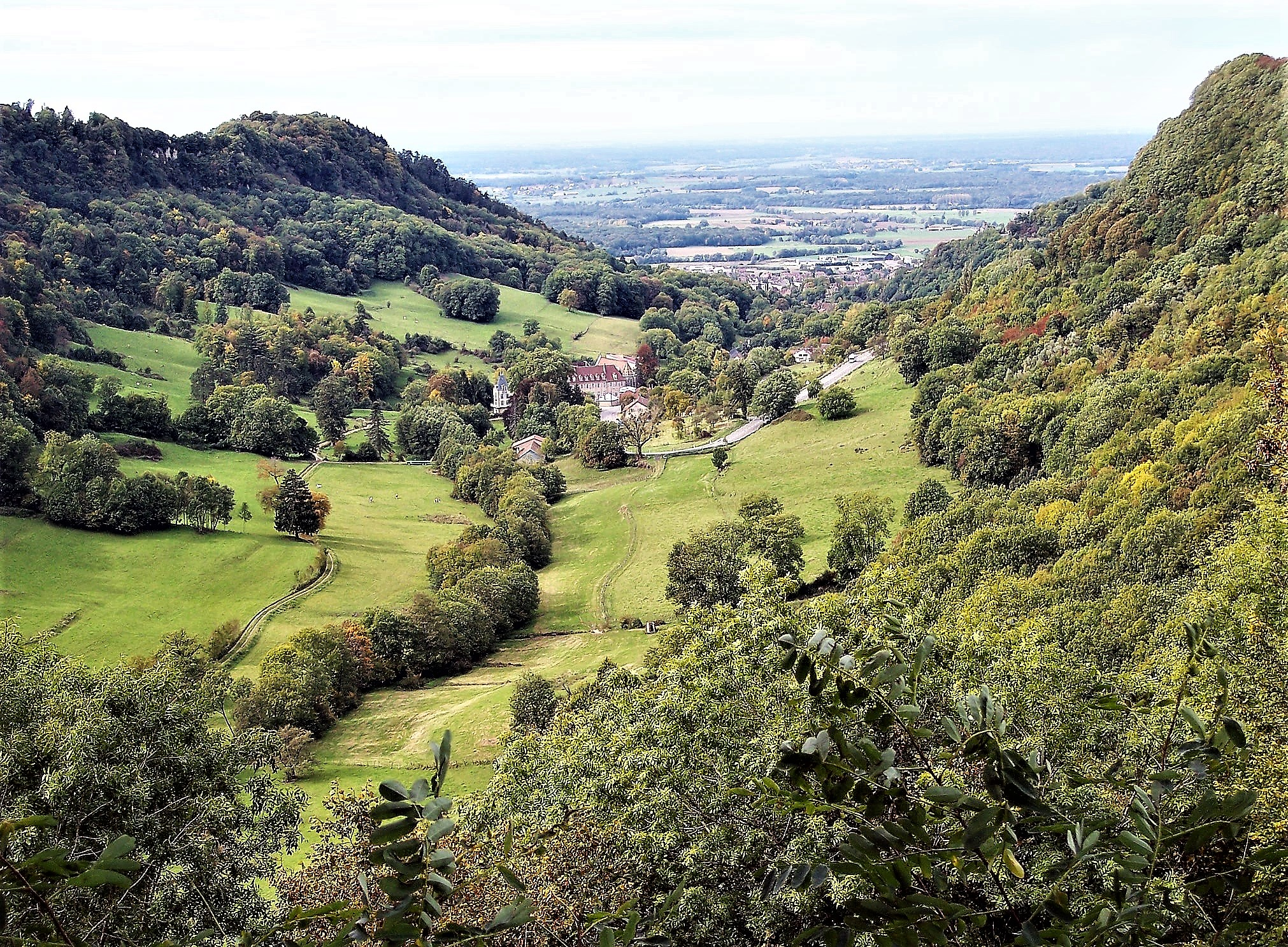
La reculée de Poligny.

La superficie de la commune est de 5 022 hectares ; son altitude varie de 252 à 626 mètres. Le point le plus bas se situe  sur la limite ouest du territoire communal à proximité du lieu-dit l'Essart (commune de Tourmont) et son point culminant au nord de la commune dans la forêt de Poligny. Le centre-ville, situé à une altitude comprise entre 300 et 340 mètres, est dominé au sud par la Croix du Dan (511 mètres) et à l'est par les Crêts de Chamole (585 mètres). La ville se situe à l'entrée de la reculée de Poligny, appelée également Culée de Vaux, vallée en cul-de-sac d'une profondeur de 150 à 200 mètres. La partie est de la commune, occupée exclusivement par la forêt, est située sur le premier plateau du massif du Jura et présente une topographie assez plane avec des altitudes comprises principalement entre 530 et 610 mètres.
La commune de Poligny s'inscrit dans la grande région naturelle du Jura externe, au bord du plateau de Lons-le-Saunier où des failles bordières compartimentent un graben. Ce relief est principalement composé de calcaires datant du Jurassique moyen (bajocien et bathonien), formant en bordure du plateau des corniches escarpées souvent boisées dont les abrupts dominent des pentes plus douces taillées dans des formations sous-jacentes plus tendres (marnes du trias et marno-calcaires du lias). L'affleurement d'une série riche en marnes et très fracturée, offre au vignoble du Jura des versants d’exposition sud/sud-ouest et sud/sud-est sur lesquels se sont implantés trois zones viticoles.
Au débouché de la reculée de Poligny, le village s'est établi sur un cône alluvial d'origine glaciaire et fluviatile composé de cailloutis calcaires situés dans une matrice argileuse. Le ruisseau de la Glantine, issu du fond de la reculée de Poligny, contourne ce cône par le nord alors que l’Orain, prenant sa source au pied de la croix du Dan, le délimite au sud. De part et d'autre du cône, le piémont basal modelé dans les formations marno-calcaires, forme un relief doux qui constitue les lanières du faisceau lédonien, surmontées de bandes étroites de calcaires (buttes témoins du premier plateau qui primitivement s'étendait plus au nord). Ce piémont forme une région très tectonisée, découpée en bandes et lanières par des failles d'orientation subméridienne à WSW-ENE.

### Hydrographie
Poligny se trouve dans le bassin versant de l'Orain, cours d'eau principal de la commune dont la source se trouve dans le quartier de Mouthier-Vieillard, à proximité de la piscine municipale, et qui parcourt 39 km pour se jeter dans le Doubs à Chaussin. La Glantine, un affluent de l'Orain long de 7,8 km, prend sa source au fond de la reculée de Poligny sur le territoire de la commune de Vaux-sur-Poligny et traverse la commune de Poligny sur près de 4 km, ceinturant son centre-ville.
Plusieurs ruisseaux naissent l'ouest de la commune, dans la forêt domaniale de Vaivre, dont le ruisseau des Buats (4,4 km) et le ruisseau de Vaivres ou Bief d'Acle (6,2 km).

### Climat
Pour des articles plus généraux, voir Climat de la Bourgogne-Franche-Comté et Climat du département du Jura.
En 2010, le climat de la commune est de type climat de montagne, selon une étude du Centre national de la recherche scientifique s'appuyant sur une série de données couvrant la période 1971-2000. En 2020, Météo-France publie une typologie des climats de la France métropolitaine dans laquelle la commune est exposée à un climat semi-continental et est dans la région climatique Jura, caractérisée par une forte pluviométrie en toutes saisons (1 000 à 1 500 mm/an), des hivers rigoureux et un ensoleillement médiocre.
Pour la période 1971-2000, la température annuelle moyenne est de 10,8 °C, avec une amplitude thermique annuelle de 17,3 °C. Le cumul annuel moyen de précipitations est de 1 363 mm, avec 13,6 jours de précipitations en janvier et 9,2 jours en juillet. Pour la période 1991-2020, la température moyenne annuelle observée sur la station météorologique de Météo-France la plus proche, « Le Fied_sapc », sur la commune du Fied à 7 km à vol d'oiseau, est de 9,8 °C et le cumul annuel moyen de précipitations est de 1 434,5 mm. 
La température maximale relevée sur cette station est de 37,3 °C, atteinte le 19 juillet 2022 ; la température minimale est de −28,4 °C, atteinte le 20 décembre 2009,,.
Les paramètres climatiques de la commune ont été estimés pour le milieu du siècle (2041-2070) selon différents scénarios d'émission de gaz à effet de serre à partir des nouvelles projections climatiques de référence DRIAS-2020. Ils sont consultables sur un site dédié publié par Météo-France en novembre 2022.

## Urbanisme

### Typologie
Au 1er janvier 2024, Poligny est catégorisée bourg rural, selon la nouvelle grille communale de densité à sept niveaux définie par l'Insee en 2022.
Elle appartient à l'unité urbaine de Poligny, une unité urbaine monocommunale constituant une ville isolée,. Par ailleurs la commune fait partie de l'aire d'attraction de Poligny, dont elle est la commune-centre,. Cette aire, qui regroupe 22 communes, est catégorisée dans les aires de moins de 50 000 habitants,.

### Occupation des sols
L'occupation des sols de la commune, telle qu'elle ressort de la base de données européenne d’occupation biophysique des sols Corine Land Cover (CLC), est marquée par l'importance des forêts et milieux semi-naturels (75,5 % en 2018), en augmentation par rapport à 1990 (73,6 %). La répartition détaillée en 2018 est la suivante : 
forêts (73,9 %), zones agricoles hétérogènes (7 %), prairies (4,8 %), terres arables (4,5 %), zones urbanisées (3,6 %), cultures permanentes (2,6 %), zones industrielles ou commerciales et réseaux de communication (1,9 %), milieux à végétation arbustive et/ou herbacée (1,7 %). L'évolution de l’occupation des sols de la commune et de ses infrastructures peut être observée sur les différentes représentations cartographiques du territoire : la carte de Cassini (XVIIIe siècle), la carte d'état-major (1820-1866) et les cartes ou photos aériennes de l'IGN pour la période actuelle (1950 à aujourd'hui).

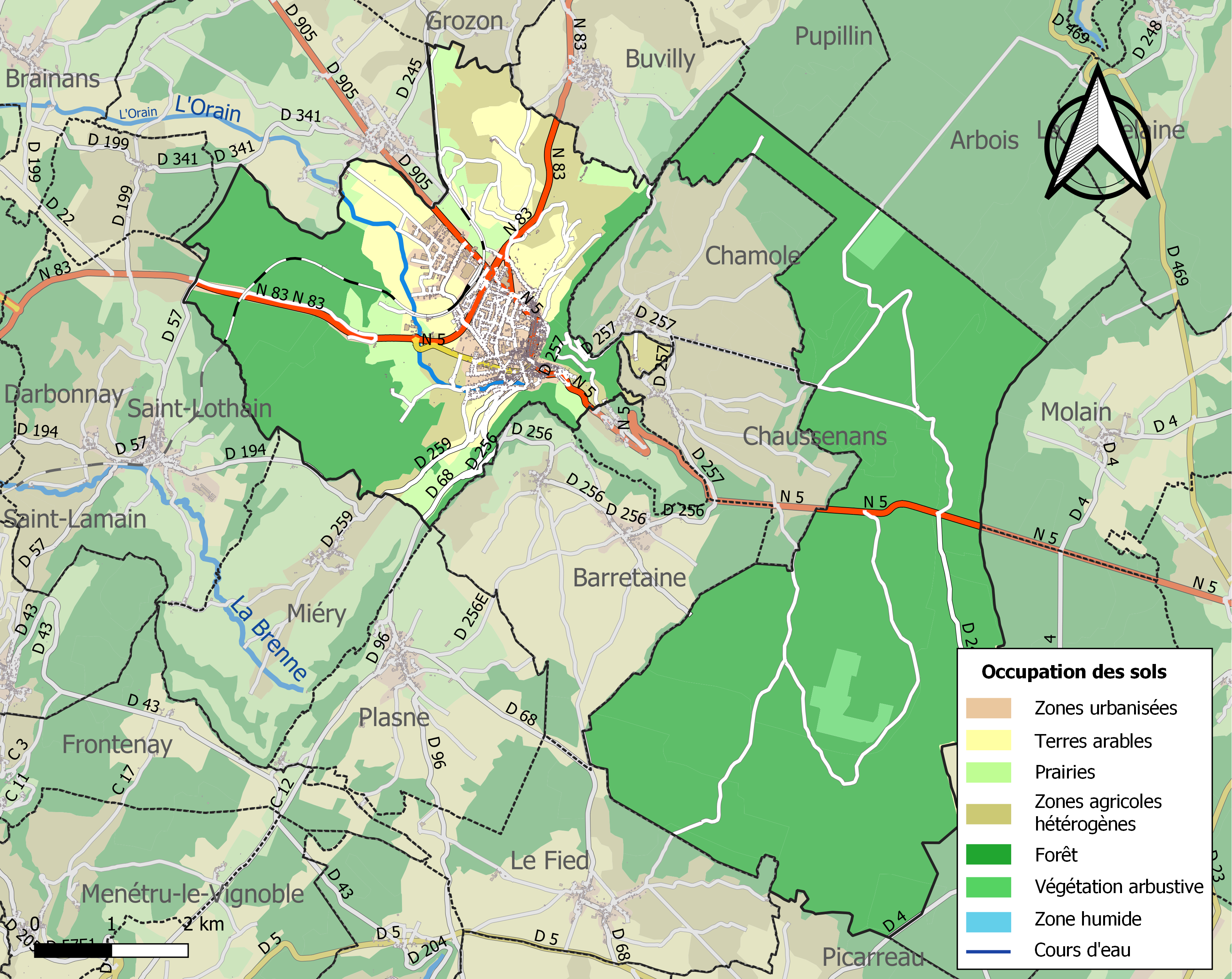
Carte des infrastructures et de l'occupation des sols de la commune en 2018 (CLC).

### Quartiers

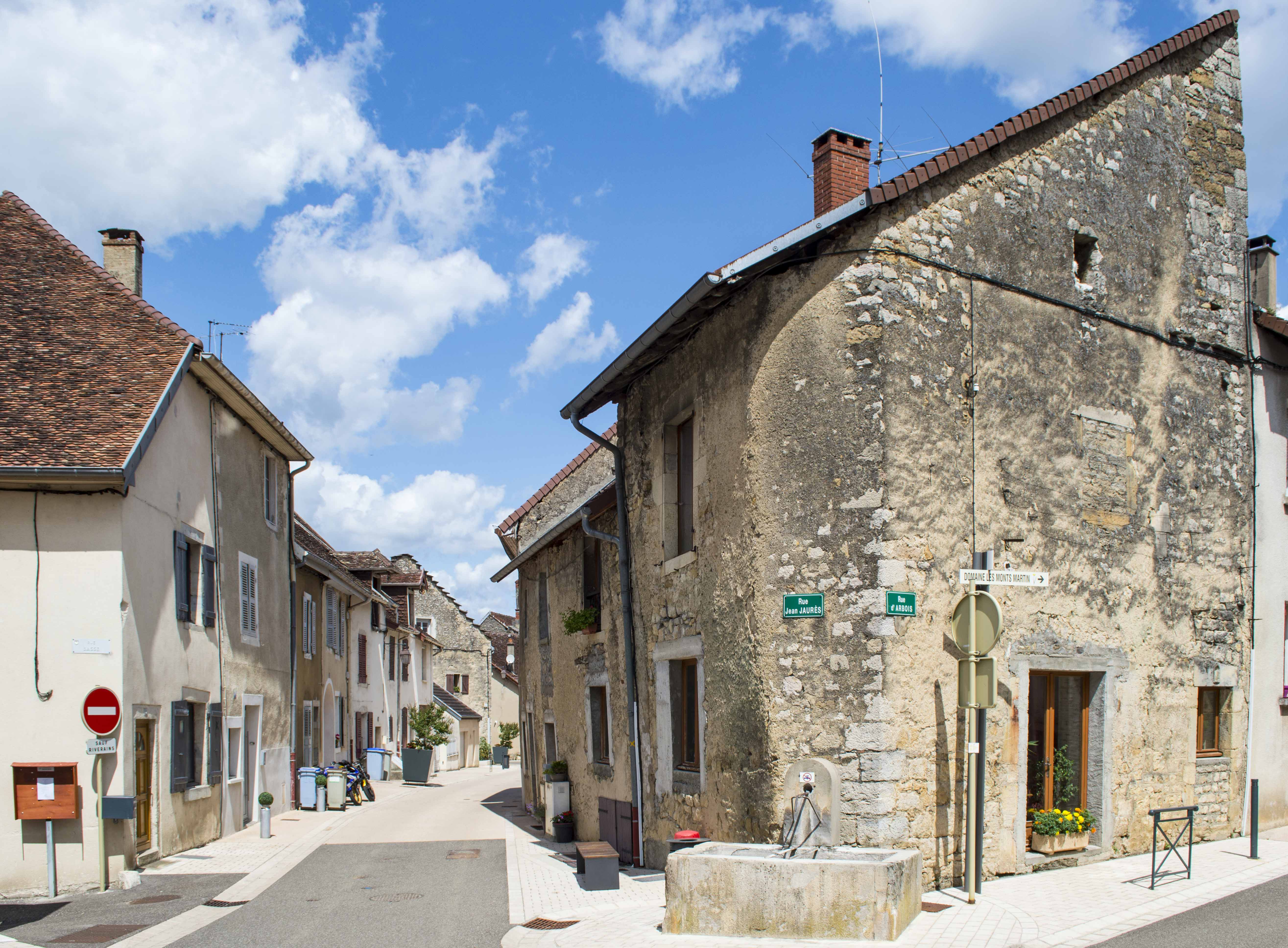
Le quartier de Charcigny.

- Charcigny
- Bourgneuf
- Boussières
- En Boutasse
- La Butte aux Archers
- La Croix de Pierre
- Les Perchées
- Longeville
- Mouthier-le-Vieillard

### Logement

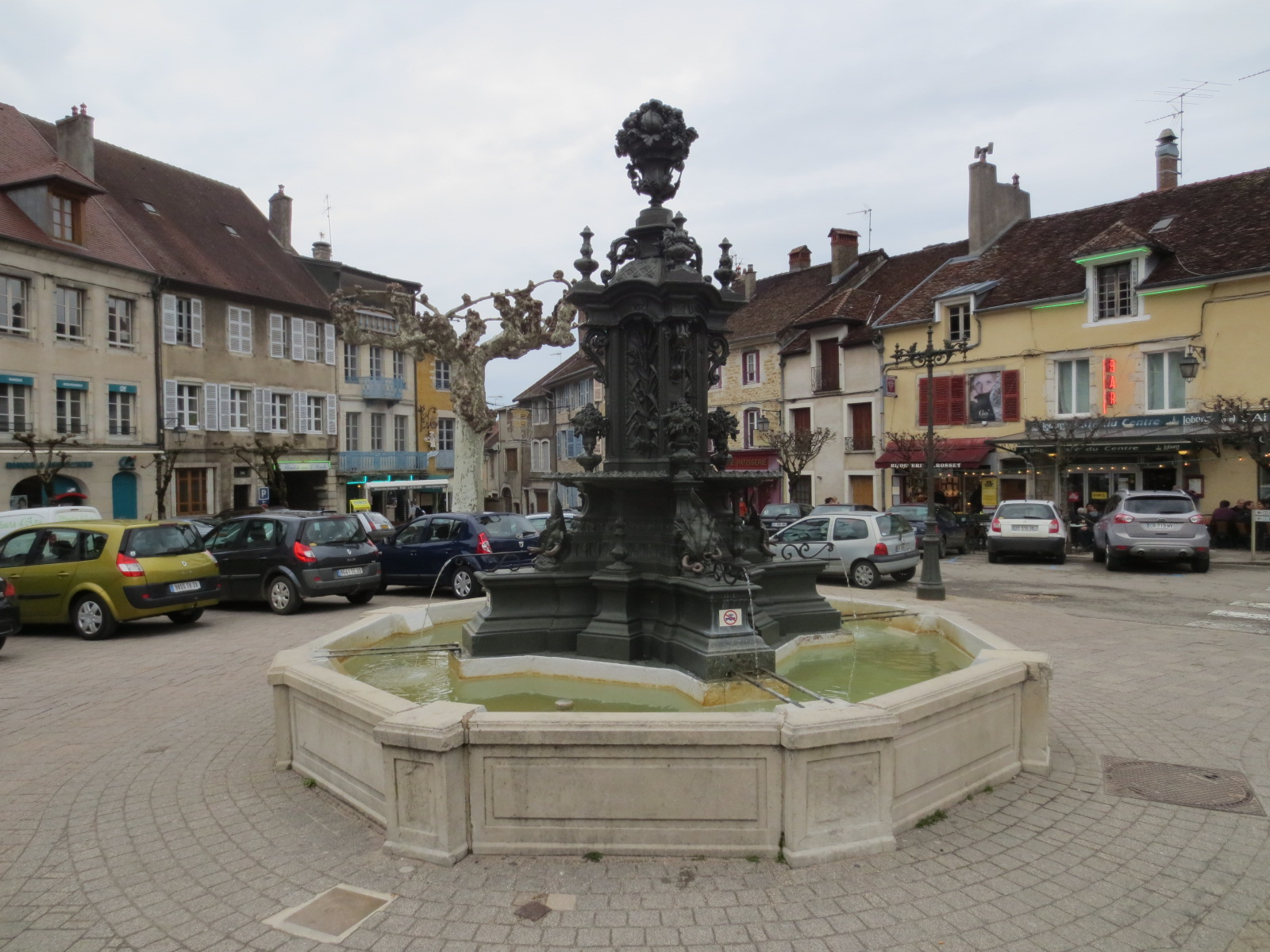
La place des Déportés.

Au recensement de 2020, la commune comptait 2 437 logements dont 2 060 étaient des résidences principales, 274 des logements vacants et 102 des résidences secondaires. Le nombre de logements situé dans des immeubles collectifs s'élève à 1 218 appartements, soit 50.0 % du total, et 1 207 maisons individuelles. Sur les 2 049 résidences principales construites avant 2018 que compte la commune, 667 (32.6 %) ont été achevées avant 1919, 1 127 (55.0 %) entre 1919 et 1990, et 255 (12.4 %) de 1991 à 2017. L'ancienneté d'emménagement dans la résidence principale montre que sur les 3 753 habitants des ménages de la commune au recensement de 2019, 1 699 ont emménagé depuis 10 ans ou plus, 1 299 depuis 2 à 9 ans et 755 depuis moins de 2 ans.
| 1968  | 1975  | 1982  | 1990  | 1999  | 2009  | 2014  | 2020  |
| ----- | ----- | ----- | ----- | ----- | ----- | ----- | ----- |
| 1 626 | 1 807 | 1 958 | 2 083 | 2 277 | 2 382 | 2 446 | 2 437 |

### Transports et voies de communication

#### Infrastructure routière
La commune de Poligny est un carrefour routier important, au croisement des anciennes routes nationales Paris-Genève et Lyon-Strasbourg. Elle est traversée selon un axe nord-sud par la route nationale 83, d'une longueur de 57 km qui relie aujourd'hui Besançon à l'autoroute A39 en réalisant la jonction entre la route nationale 57 et l'autoroute A391. L'échangeur autoroutier le plus proche est donc situé à 11 kilomètres à l'ouest par la route, il s'agit de la sortie no 7 Bersaillin de l'A39 dite l'autoroute verte (Dijon-Bourg-en-Bresse). La route nationale 5 part de Poligny en direction du sud-est pour relier Champagnole, Les Rousses et la frontière franco-suisse vers Genève. La route départementale 905, tronçon déclassé de la route nationale 5, est le troisième axe routier important qui permet, depuis Poligny, d'atteindre Dole et Dijon au nord-ouest.
Enfin un réseau de routes secondaires permet de relier Poligny aux communes environnantes, la route départementale 259 au sud vers Miéry et la route départementale 68 au sud vers Plasne.

#### Transports en commun
Des autocars du réseau interurbain de la Bourgogne-Franche-Comté Mobigo font une halte à Poligny sur la ligne LR316 Arbois-Champagnole et la ligne LR 320 Poligny-Dole.

#### Liaisons ferroviaires et aériennes

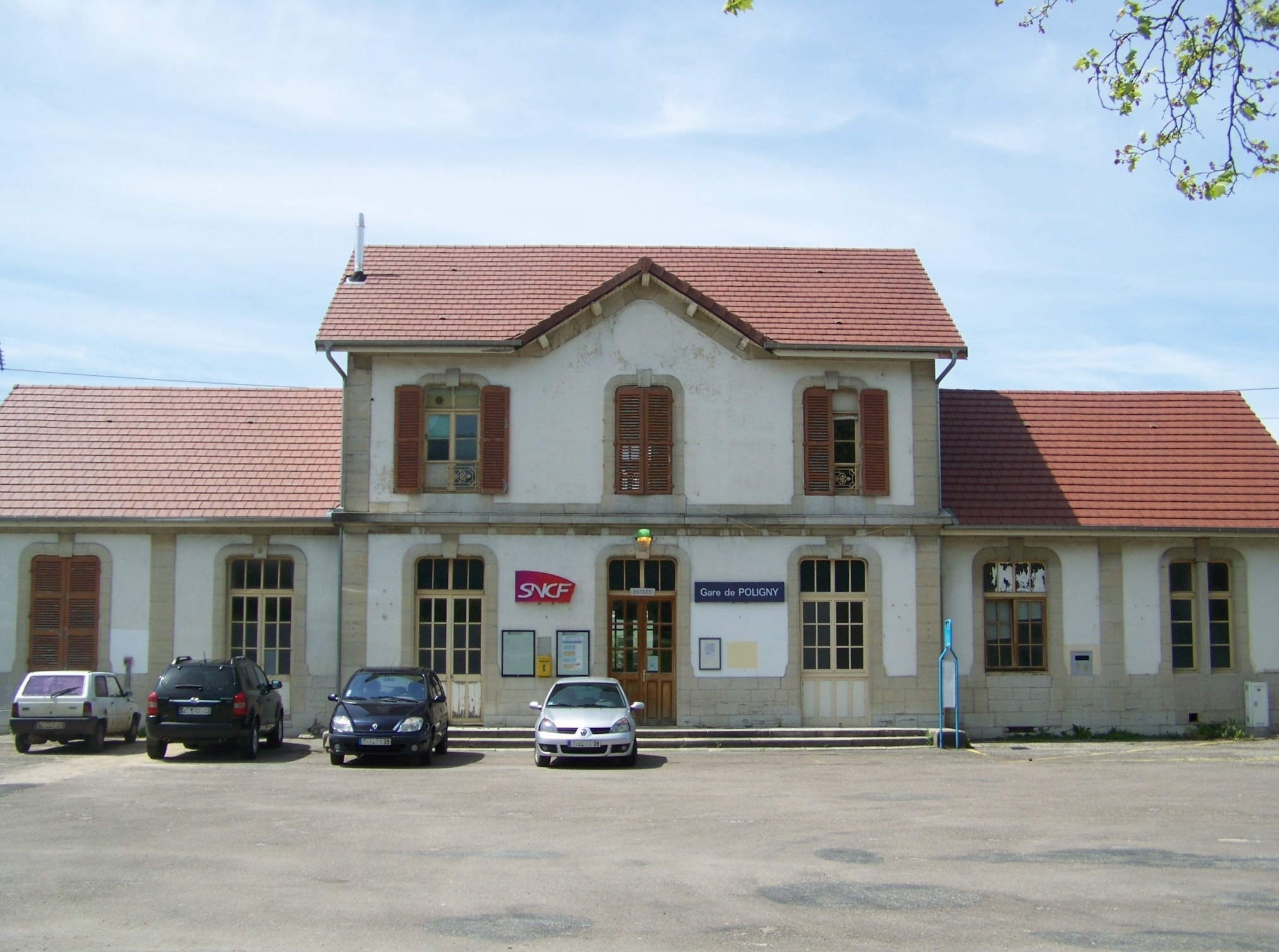
La gare de Poligny.

La gare de Poligny, située sur la ligne de Mouchard à Bourg-en-Bresse, est desservie quotidiennement par des trains du réseau TER Bourgogne-Franche-Comté qui la relient directement aux gares de Belfort, Besançon-Viotte, Bourg-en-Bresse, Lons-le-Saunier, Lyon-Part-Dieu et Lyon-Perrache. Le temps de parcours le plus rapide est d'environ 0 h 50 jusqu'à la gare de Besançon-Viotte et de 0 h 20 jusqu'à la gare de Lons-le-Saunier. Par ailleurs, la gare de Mouchard située à 17 minutes de celle de Poligny et desservie par des TGV Lyria de Paris-Gare-de-Lyon à Lausanne via Dijon-Ville et des TER Bourgogne-Franche-Comté à destination de Dole-Ville, Pontarlier et Saint-Claude. Le trajet le plus court de Paris à Poligny, avec correspondance à Mouchard, est d'environ 2 h 50.
L'aéroport français le plus proche est celui de Dole-Jura (37 km) tandis que les aéroports internationaux situés dans un rayon de 200 kilomètres sont l'aéroport de Genève (106 km par la route), l'aéroport de Lyon-Saint-Exupéry (166 km) et l'aéroport de Berne (173 km).

## Toponymie
Le nom de la localité est attesté sous les formes Polemniacum en 861 - 862 Polenniacum [in Comitatu Varasco suprà rivulum Onna] (Poligny en pays Varasque au bord du petit ruisseau) dans une charte de 922.
Il s'agit d'une formation toponymique gallo-romaine en -acum, suffixe localisant à l'origine, puis marquant la propriété. Le premier élément Polemni- représente le nom de personne latin Poleminius,, voire le substantif bas latin pullamen « jeune animal > poulain » (+ -iacum).
Remarques : Michel Roblin et François Falc'hun, après Petar Skok, ont nuancé l'interprétation quasi-systématique du premier élément des toponymes en -(i)acum par un anthroponyme, donnée par certains toponymistes à la suite des travaux d'Henri d'Arbois de Jubainville, en proposant toute une série d'hypothèses fondées sur l'utilisation d’un appellatif toponymique (substantif ou autre). Pierre-Yves Lambert note cependant : « C'est l'emploi substantivé de l'adjectif topique, formé à partir du nom d'un propriétaire qui explique la plus grande partie des noms de lieux en -iacum ».

## Histoire

### Préhistoire et Antiquité

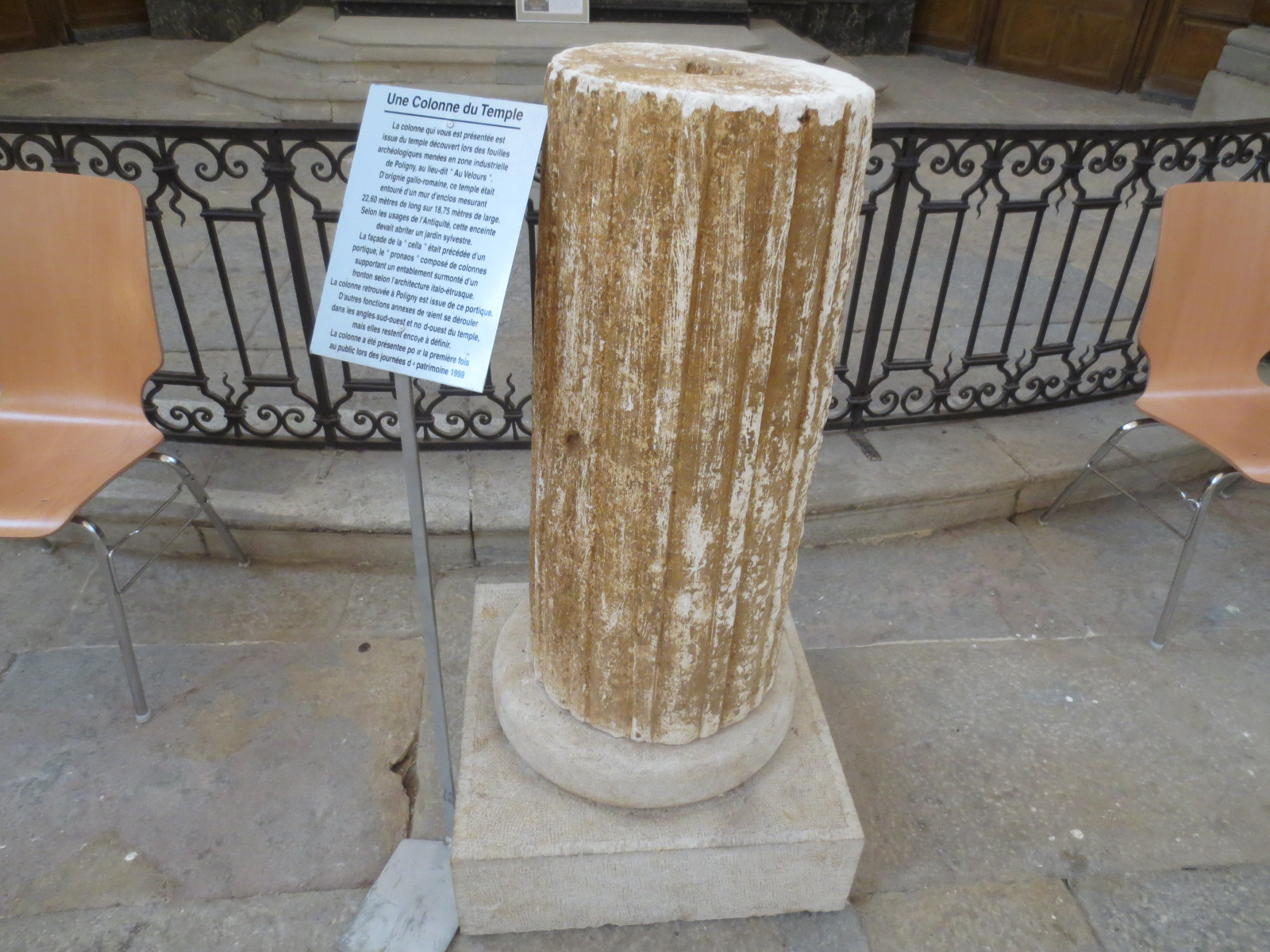
Vestige d'un temple gallo-romain découvert à Poligny.

C'est à Poligny qu'est trouvé en 1862 un des premiers Platéosaures de France, dont une patte est conservée aux archives du musée d'archéologie de Lons-le-Saunier. Identifié sous le nom Dimodosaurus poligniensis (« reptile terrifiant de Poligny »), il prend le nom de Platéosaurus (« lézard plat ») par droit d'antériorité, les premiers restes de l'espèce ayant été découverts en Allemagne en 1837.
Deux mosaïques gallo-romaines dites les Chambrettes du roi ont été découvertes en bordure de la nationale 5, à Tourmont tout près de la ville au XVIIIe siècle.

### Moyen Âge
Au Moyen Âge, Poligny est la troisième ville de la Comté.
Poligny appartient à la Lotharingie en 843, et c'est en 870 que le nom de Poligny, Polenniacum, apparaît la première fois, lorsque la Lotharingie, par le traité de Meerssen, est partagée entre Louis II de Germanie et Charles II le Chauve. Poligny appartient aux règnes successifs de Charles V, des comtes de Bourgogne, la maison d'Autriche, la maison de Habsbourg en Espagne, et le royaume de France, après de nombreuses et sanglantes guerres de conquête, avec le traité de Nimègue.
Le château fort de Poligny (château de Grimont) est construit au IXe siècle à l'initiative de Girart de Roussillon (819 - 877), sur un ancien temple antique dédié à Apollon Gryneus qui se dressait sur un piton rocheux. Grimont viendrait de la contraction de Grynei Mons : le Mont de Gryneus.
La famille de Poligny exerça dans les temps les plus reculés la charge de prévôt et de capitaine de la ville.

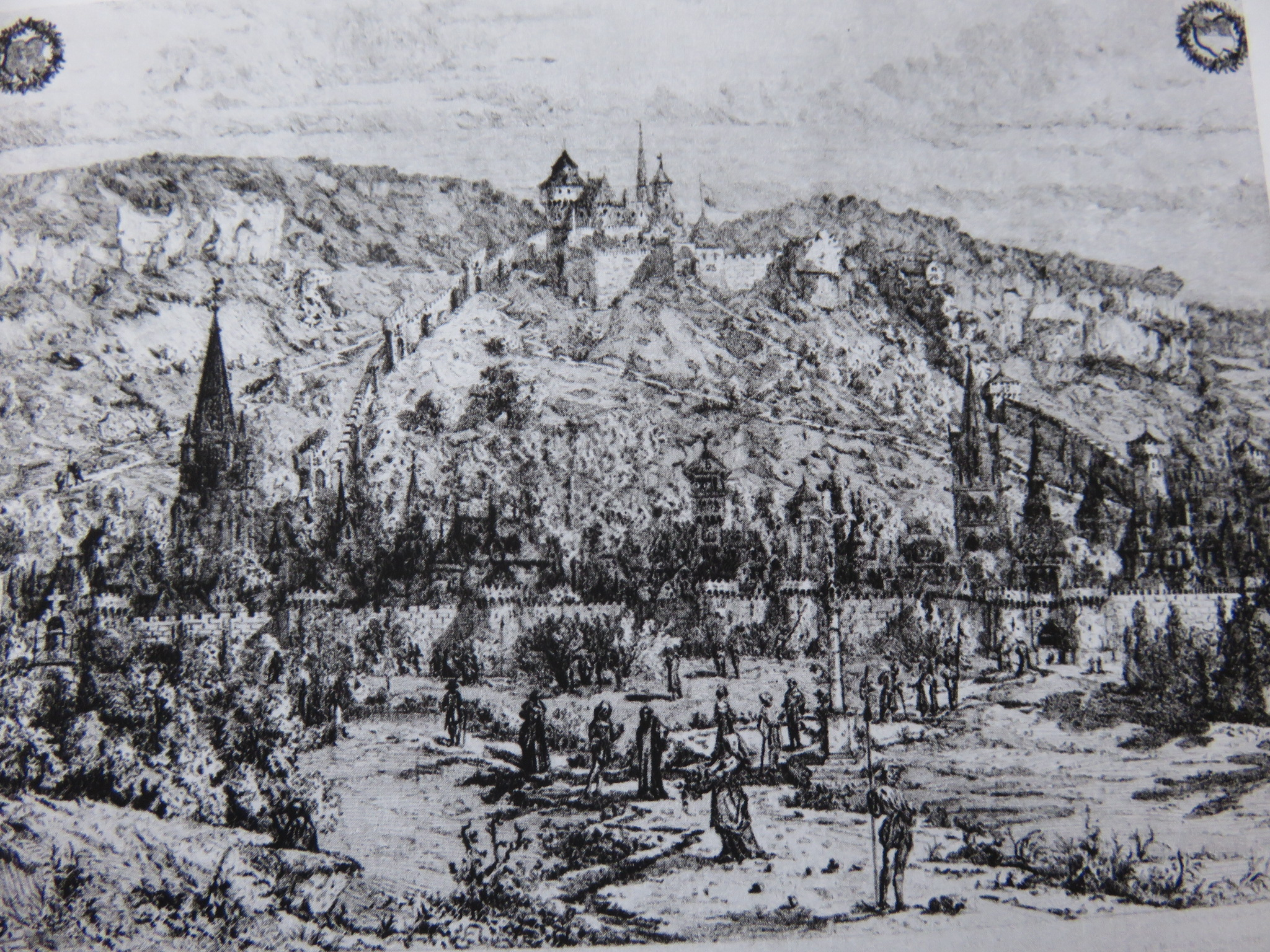
Croquis de Poligny et son château fort au XVIe siècle.

Durant l’éphémère réunion au royaume de France, le roi Louis XI ayant résolu de faire de la ville de Poligny la principale place forte et le centre de son administration sur le pays, fait fortifier la ville et le château par de grands travaux en 1481.
Dans ce même château, les comtes de Bourgogne y mettent plus tard à l’abri leurs chartes, sceaux, bannières, trésors, confiés au trésorier des chartes (le trésor est transféré au château de Dole en 1561, à la suite d’un incendie).
Aujourd'hui restent de ces fortifications quelques vestiges de murs, la tour de la Sergenterie, le donjon Saint-Laurent et sa brique en forme de visage, et des meurtrières dans les murs des maisons de la Grande Rue, bien visible depuis les jardins de la rue de Longeville.

### Époque contemporaine
Poligny fut le chef-lieu du district de Poligny de 1790 à 1795 et de l’arrondissement de Poligny de 1800 à 1926.
Selon une légende, Napoléon serait passé par Poligny en rentrant de la campagne d'Italie, d'où le roc nommé « fauteuil Napoléon ».
La saline de Poligny est active de 1896 à 1932. Le gisement est encore utilisé par l'usine Solvay de Tavaux jusqu'en 2007.
Poligny a accueilli pour la première fois le président de la République française Nicolas Sarkozy, le 27 octobre 2009 à propos du plan d'urgence sur l'agriculture.
Le 1er janvier 2025, la commune s'agrandit, sous le statut de commune nouvelle, de la commune de Vaux-sur-Poligny.

## Politique et administration

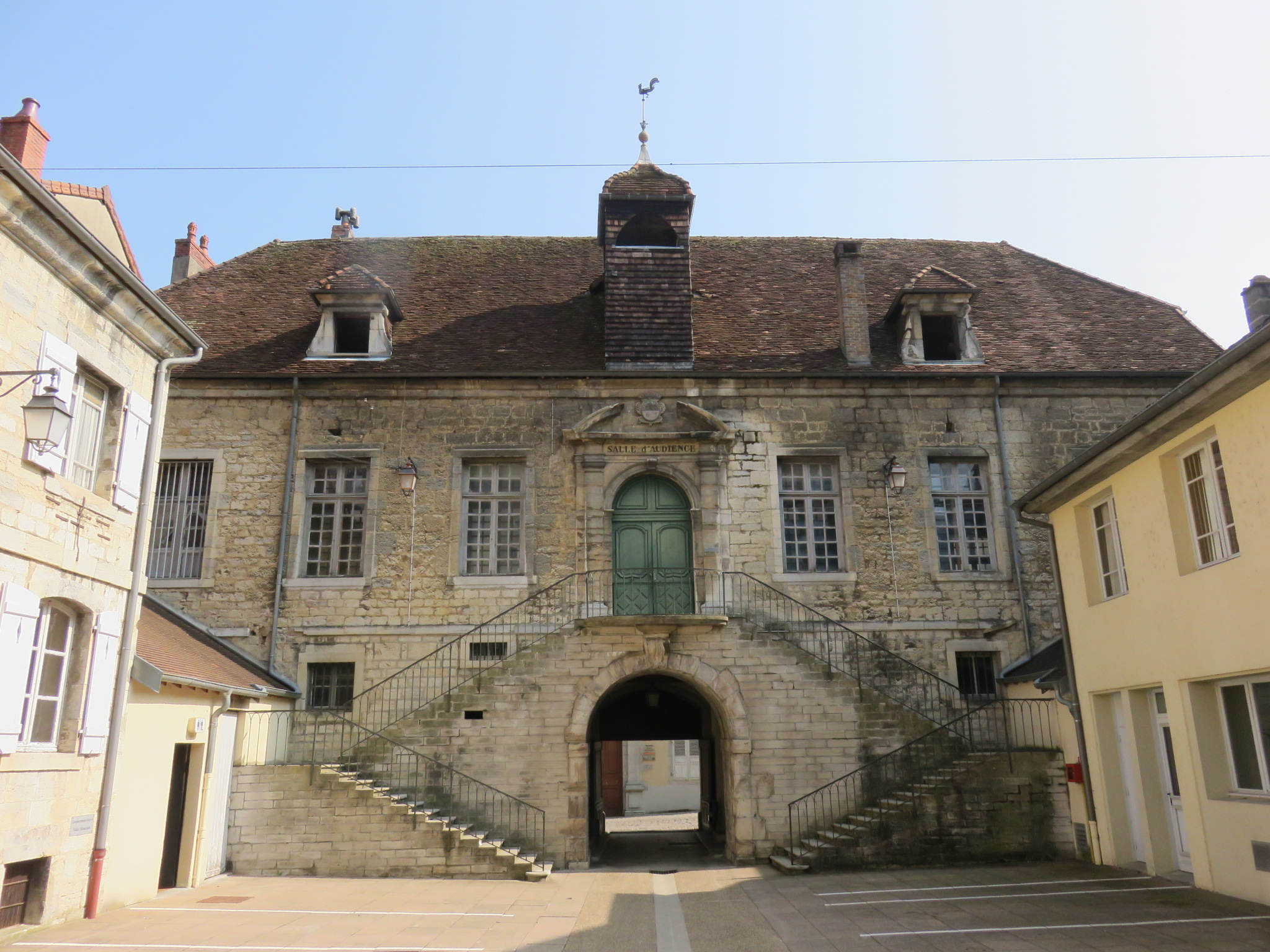
Hôtel de ville de Poligny.

### Découpage territorial
Sur le plan administratif, la commune est rattachée à l'arrondissement de Dole, au département du Jura et à la région Bourgogne-Franche-Comté.
Sur le plan électoral, la commune dépend du canton de Poligny conservé et agrandi lors du redécoupage cantonal de 2014 pour l'élection des conseillers départementaux et de la première circonscription du Jura pour les élections législatives.
La commune est membre de la communauté de communes Arbois, Poligny, Salins, Cœur du Jura, un établissement public de coopération intercommunale (EPCI) à fiscalité propre créé en 2017, dont elle est le siège.

### Administration municipale
Le nombre d'habitants au dernier recensement étant compris entre 3 500 et 4 999, le nombre de membres du conseil municipal est de 27. Le maire est secondé par six adjoints et quatre conseillers délégués. Le maire actuel de la commune est Dominique Bonnet, né en 1963, élu pour la première fois en 2008, réélu en 2014 puis le 18 mai 2020.
| Tête de liste | Tête de liste          | Liste                                | Premier tour | Premier tour | Second tour | Second tour | Élus | Élus |
| Tête de liste | Tête de liste          | Liste                                | Voix         | %            | Voix        | %           | CM   | CC   |
| ------------- | ---------------------- | ------------------------------------ | ------------ | ------------ | ----------- | ----------- | ---- | ---- |
|               | Dominique Bonnet       | Poligny, ensemble                    | 737          | 54,43        | -           | -           | 21   | 10   |
|               | Antoine Seigle-Ferrand | Décidons Poligny, un projet d'avenir | 370          | 27,32        | -           | -           | 4    | 2    |
|               | Roland Chaillon        | Poligny aujourd'hui                  | 247          | 18,24        | -           | -           | 2    | 1    |

### Liste des maires de Poligny
| Période      | Période                      | Identité           | Étiquette    | Qualité |
| ------------ | ---------------------------- | ------------------ | ------------ | --- |
| 1944         | 1946                         | Georges Boisson    |              | |
| 1946         | 1947                         | Claude Faussurier  |              | |
| 1947         | mars 1965                    | Georges Curasson   |              | Docteur vétérinaire retraité                                                                                                   |
| mars 1965    | mars 1977                    | Jacques Pothier    |              | |
| mars 1977    | mars 1983                    | Noël Bourgeois-Pin |              | |
| mars 1983    | décembre 1993                | Pierre Tinguely    | UDF-CDS      | Ingénieur |
| février 1994 | mars 2001                    | Jean-Claude Collin | PCF          | Ingénieur agronome Élu à la suite d'une élection municipale partielle                                                          |
| mars 2001    | mars 2008                    | Yves-Marie Lehmann | RPR puis UMP | Avocat Conseiller régional de Franche-Comté (1986 → 2010) 1er vice-président du conseil régional (1989 → 2004)                 |
| mars 2008    | En cours (au 9 janvier 2025) | Dominique Bonnet   | UMP-LR       | Professeur Président de la CC Arbois, Poligny, Salins, Cœur du Jura (2020 → ) Élu maire de la commune nouvelle en janvier 2025 |

### Jumelages
Poligny est jumelée avec trois villes européennes :
- Schopfheim (Allemagne), depuis 1967 ;
- Klatovy (Tchéquie), depuis 1992 ;
- Arouca (Portugal), depuis 1998.

## Population et société

### Démographie
L'évolution du nombre d'habitants est connue à travers les recensements de la population effectués dans la commune depuis 1793. Pour les communes de moins de 10 000 habitants, une enquête de recensement portant sur toute la population est réalisée tous les cinq ans, les populations de référence des années intermédiaires étant quant à elles estimées par interpolation ou extrapolation. Pour la commune, le premier recensement exhaustif entrant dans le cadre du nouveau dispositif a été réalisé en 2004.

En 2022, la commune comptait 4 089 habitants, en évolution de +0,25 % par rapport à 2016 (Jura : −0,81 %, France hors Mayotte : +2,11 %).
| 1793  | 1800  | 1806  | 1821  | 1831  | 1836  | 1841  | 1846  | 1851  |
| ----- | ----- | ----- | ----- | ----- | ----- | ----- | ----- | ----- |
| 5 198 | 5 388 | 5 427 | 5 344 | 6 005 | 6 492 | 5 980 | 5 911 | 5 718 |

| 1856  | 1861  | 1866  | 1872  | 1876  | 1881  | 1886  | 1891  | 1896  |
| ----- | ----- | ----- | ----- | ----- | ----- | ----- | ----- | ----- |
| 5 364 | 5 401 | 5 392 | 5 024 | 5 010 | 4 669 | 4 632 | 4 433 | 4 321 |

| 1901  | 1906  | 1911  | 1921  | 1926  | 1931  | 1936  | 1946  | 1954  |
| ----- | ----- | ----- | ----- | ----- | ----- | ----- | ----- | ----- |
| 4 090 | 4 092 | 3 921 | 3 576 | 3 687 | 3 736 | 3 580 | 4 056 | 4 130 |

| 1962  | 1968  | 1975  | 1982  | 1990  | 1999  | 2004  | 2006  | 2009  |
| ----- | ----- | ----- | ----- | ----- | ----- | ----- | ----- | ----- |
| 3 869 | 4 070 | 4 312 | 4 655 | 4 714 | 4 511 | 4 377 | 4 318 | 4 229 |

| 2014  | 2019  | 2022  | - | - | - | - | - | - |
| ----- | ----- | ----- | - | - | - | - | - | - |
| 4 146 | 4 003 | 4 089 | - | - | - | - | - | - |

### Sports et loisirs

#### Équipements sportifs
Parmi les équipements sportifs de la commune, Poligny dispose d'un complexe sportif, de la salle omnisports du Champ d'Orain, de la salle du COSEC Claude Jeanneret, d'une piscine intercommunale.
La ville dispose également de quatre terrains de tennis, d'un boulodrome pour la pratique de la boule lyonnaise, d'une piste de moto-cross et de terrains de pétanque.

#### Clubs
Le principal club de la ville[réf. souhaitée] est le Poligny Jura Basket Comté, club de basket-ball évoluant en Nationale 3 (7e échelon national) pour la saison 2023-2024. Il joue ses matchs à domicile dans la salle omnisports du Champ d’Orain.
Un club de handball, le Handball Club Arbois Poligny (HBAP) est né en 2023 de la fusion du HBC Poligny et du HB Arbois.

#### Manifestations sportives
Poligny est pour la première fois ville-étape du Tour de France en 2023 avec l'arrivée de la 19e étape en provenance de Moirans-en-Montagne.

### Médias
Les principaux titres de la presse écrite couvrant les actualités de la commune sont les quotidiens Le Progrès (édition de Dole et Jura Nord), diffusé à 140 000 exemplaires et dont le siège est à Lyon, et La Voix du Jura, diffusé à 8 000 exemplaires et basé à Lons-le-Saunier, ainsi que l’hebdomadaire Hebdo 39. La municipalité édite une revue annuelle intitulée Poligny Com.
La chaîne de télévision France 3 Franche-Comté dont le siège se trouve à Besançon couvre l'information locale de Poligny et ses environs.

### Cultes
Poligny dispose d'un lieu de culte catholique, la collégiale Saint-Hippolyte. Au sein du diocèse de Saint-Claude, le doyenné d'Arbois-Poligny regroupe cinq paroisses dont celle de la Croix du Dan à laquelle appartient la commune.

## Équipements et services publics

### Enseignement

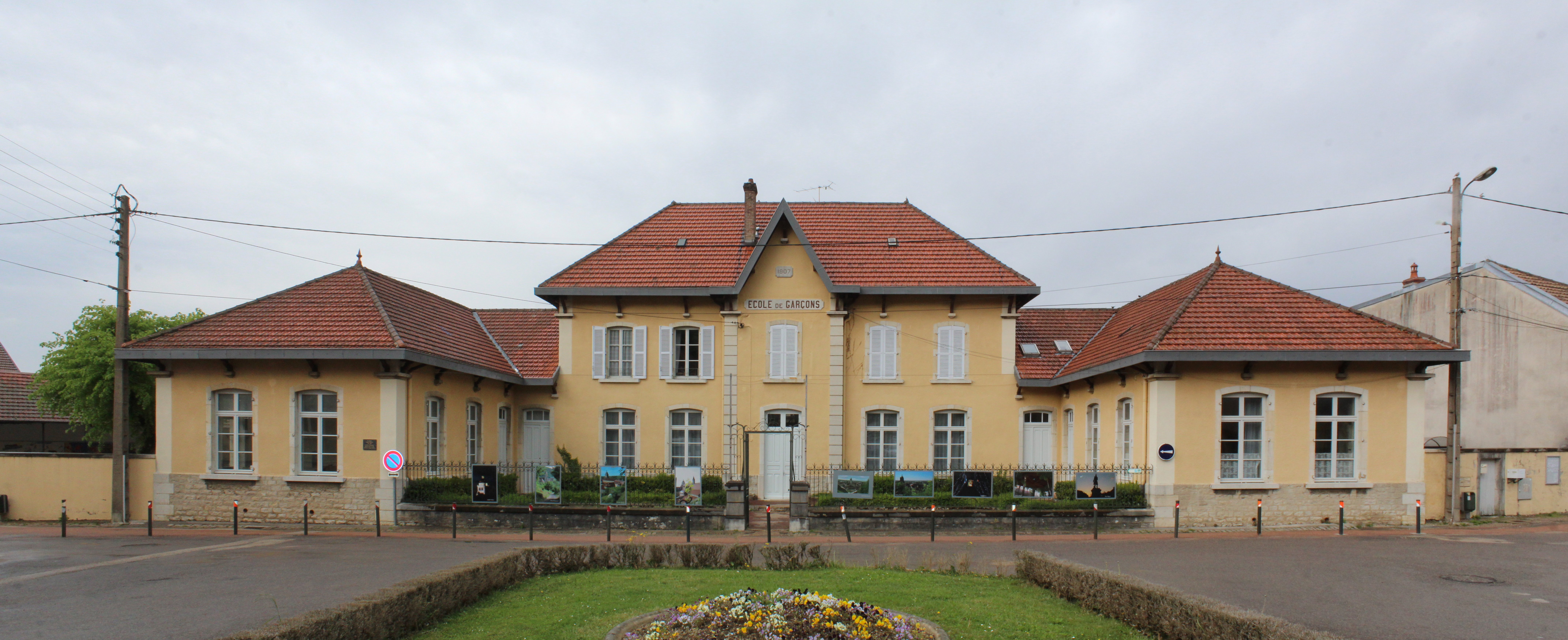
L'école élémentaire Jacques Brel.

La commune fait partie de l'académie de Besançon, dans la zone A du calendrier scolaire. Dans l'enseignement primaire, la ville compte une école maternelle publique, l'école Thomas Pesquet, une école élémentaire, l'école Jacques Brel qui compte 9 classes et 190 élèves et une école primaire privée, l'école privée Saint-Louis (127 élèves). Concernant l'enseignement secondaire, la ville compte le collège public Jules Grévy, le collège privé Notre-Dame et le lycée Hyacinthe Friant. Elle accueille aussi l'École nationale d'industrie laitière et des biotechnologies (ENILBIO).

### Santé
Le Centre Hospitalier intercommunal du Pays du Revermont né de la fusion en 2017 des établissements d'Arbois, Poligny, Sellières et Salins-les Bains, dispose à Poligny d'un établissement d'hébergement pour personnes âgées dépendantes (EHPAD) de 153 places. La ville dispose également de la maison de santé pluridisciplinaire André Bonnotte.

### Sécurité, justice et secours
La sécurité de la commune est assurée par la brigade de gendarmerie nationale de proximité de Poligny qui dépend de la communauté de brigades (COB) de Poligny et de la compagnie de Dole au sein du groupement de gendarmerie départementale du Jura.
En matière de justice, la commune dépend du tribunal judiciaire de Lons-le-Saunier, du conseil de prud'hommes de Dole, du tribunal pour enfants de Lons-le-Saunier, du tribunal de commerce de Lons-le-Saunier et du tribunal administratif de Besançon. Elle est rattachée à la cour d'appel de Besançon et à la cour administrative d'appel de Nancy.
Poligny est équipée d'un centre d'incendie et de secours (CIS) du service Départemental d'Incendie et de Secours du Jura, qui dépendait du centre de secours principal (CSP) de Champagnole,, mais qui aujourd'hui est placé sous la responsabilité du groupement Nord avec pour centre de secours principal (CSP) celui du Grand Dole. Le CIS compte une soixantaine de sapeurs-pompiers en 2024, tous volontaires à l'exception d'un professionnel, une section de Jeunes-Sapeurs-Pompiers (JSP) et comprend 7 véhicules pour une moyenne de 850 interventions à l'année. Le CIS porte le nom de "Centre de Secours de Poligny et du pays Polinois".

## Économie

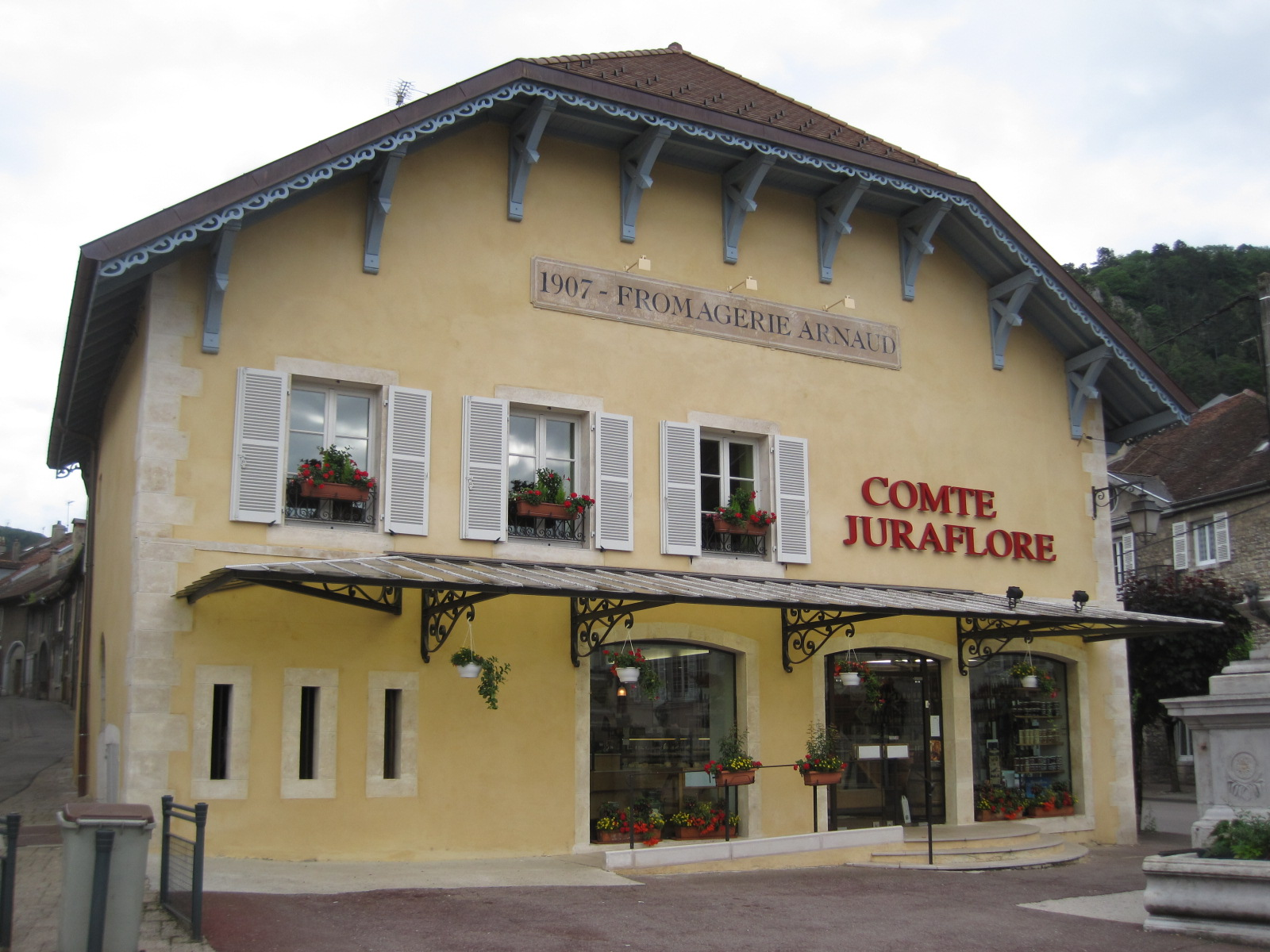
La fromagerie Arnaud.

Poligny est implantée dans le vignoble du Jura qui participe à son économie. Le développement des acteurs traditionnels de la filière Comté (éleveurs de Montbéliardes associés en coopératives agricoles, fruitières, affineurs et négociants de ce fromage) valent à la commune de s'être autoproclamée « capitale mondiale du comté », bien que ce fromage ne soit produit qu'en Franche-Comté et dans l'est du département de l'Ain.
La ville jouit de la proximité d'Arbois (10 km) et de la renommée de ses vins, de l'exploitation du gypse de Grozon et des produits laitiers des villages alentour. Elle accueille l'ENILBIO, dérivée de l'ENIL, École nationale d'industrie laitière, présente aussi dans le Doubs à Mamirolle. La ville possède également une librairie fonctionnant sur le principe d'une coopérative. Cette situation a été permise grâce au travail de plusieurs associations et d'habitants de la région dont l'économiste Denis Clerc, fondateur d'Alternatives économiques.

### Revenus de la population et fiscalité
En 2019, le revenu médian des ménages s'élevait à 20 540 euros par an, soit un classement de 21 540 sur 31 361 communes analysées,. En 2019, 51 % des foyers fiscaux de la ville sont imposables et le taux de pauvreté s'élève à 14 %.

### Entreprises
| Nom                           | Effectif | Activité                                               |
| ----------------------------- | -------- | ------------------------------------------------------ |
| Bonnet Thirode Grande Cuisine | 115      | Fabrication d'équipements de cuisines professionnelles |
| Diager                        | 110      | Fabrication d'outillage et machines-outils             |
| Monts et Terroirs             | 89       | Fabrication de fromages                                |
| Diager Industrie              | 68       | Fabrication d'outils et outillages                     |
| Intermarché                   | 50       | Supermarché                                            |
| Sogebul                       | 49       | Négoce de fournitures et équipements pour fromageries  |
| Brand & Company               | 41       | Programmation informatique                             |
| Fromageries Arnaud            | 39       | Fabrication de fromages                                |

### Principaux secteurs d'activité

#### Agriculture
Au recensement de la population de 2020, l'agriculture représentait 31 emplois, soit 1 % du total. Le recensement agricole de 2020 comptabilisait 19 exploitations pour une surface agricole utilisée de 338 ha. En 2010, la surface agricole utilisée se répartissait ainsi : 24,1 % de terres labourables, 62,3 % de surface toujours en herbe et 13,3 % de vignes.
|                                      | 1970 | 1979 | 1988 | 2000 | 2010 | 2020 |
| ------------------------------------ | ---- | ---- | ---- | ---- | ---- | ---- |
| Nombre d’exploitations               | 54   | 44   | 31   | 28   | 28   | 19   |
| Surface Agricole Utilisée (SAU) (ha) | 550  | 545  | 575  | 501  | 574  | 338  |
| Cheptel (nombre de têtes)            |      |      | 675  | 479  | 529  |      |
| Terres labourables (ha)              |      |      | 227  | 212  | 139  |      |
| Superficie toujours en herbe (ha)    |      |      | 276  | 228  | 358  |      |
| Cultures permanentes (ha)            |      |      | 68   | 58   | 76   |      |

#### Commerce
Poligny compte de nombreux commerces concentrés principalement au centre-ville (Grande rue, rue Travot et place des Déportés), dans la zone industrielle où le centre commercial Triangle d'Or regroupe 12 commerces locaux, et dans la zone commerciale Grimont sud.
Dans le domaine alimentaire, Poligny dispose de deux supermarchés (un de l'enseigne Intermarché qui compte 50 salariés et un de l'enseigne Colruyt qui emploie 20 personnes), deux supérettes (Netto et Petit Casino), un magasin d'alimentation bio, une épicerie portugaise, cinq boulangeries, trois boucheries, un primeur et sept magasins de spécialités régionales (fromages et vins).

#### Industrie
La plus grosse entreprise de Poligny est Bonnet Thirode Grande Cuisine qui emploie 115 personnes et fabrique du matériel pour cuisines professionnelles. Une autre entreprise spécialisée dans la fabrication de machines pour l'industrie agro-alimentaires, Dadaux Gastrotech qui fabrique du matériel de boucherie, de charcuterie et de restauration.
La fabrication de fromages est un secteur industriel important à Poligny avec les entreprises Monts & Terroirs qui emploie 89 personnes, les Fromageries Arnaud (Juraflore) dont l'effectif est de 39 salariés, les Fromageries Vagne Constant & Cie qui dispose de deux établissements dans la ville de 28 et 13 salariés, les Fromageries Brun (7 salariés) et la coopérative Ermitage qui affine des comtés.

#### Tourisme
Au 1er janvier 2023, Poligny dispose de trois hôtels proposant un total de 48 chambres (l'Hôtel de la Vallée Heureuse٭٭٭, l'Hôtel de Paris٭٭ et Les Charmilles٭٭) et d'un terrain de camping, le Camping La Tulipe de Vigne, disposant de 90 emplacements. La ville dépend de l'office de tourisme Arbois Poligny Salins Cœur du Jura qui dispose d'un bureau au centre-ville sur la place des Déportés.
Un projet contesté de Center Parcs dans la forêt de Poligny, dévoilé en 2013 et qui devait rassembler, sur 150 hectares, 400 cottages et un espace aquatique tropical, a été définitivement abandonné en 2022 à la suite de la décision de la cour administrative d’appel de Nancy rejetant la modification du plan local d'urbanisme.

## Culture et patrimoine

### Lieux et monuments
Poligny possède un riche patrimoine tant naturel qu'architectural qui permet à la commune de bénéficier du label de Cité de Caractère de Bourgogne-Franche-Comté. Pas moins de quinze monuments sont répertoriés à l'inventaire des monuments historiques et sept autres le sont à l'inventaire général du patrimoine culturel.

#### Patrimoine religieux
- Église Notre-Dame de Mouthier-le-Vieillard (XIe s), Place Notre-Dame, classée le 19 janvier 1911[60] ;
- Collégiale Saint-Hippolyte (XVe s), rue du Collège, classée le 19 janvier 1911[61] ;
- Monastère Sainte-Claire de Poligny, fondé en 1415, est inscrit au monuments historiques depuis le 2 août 2006;

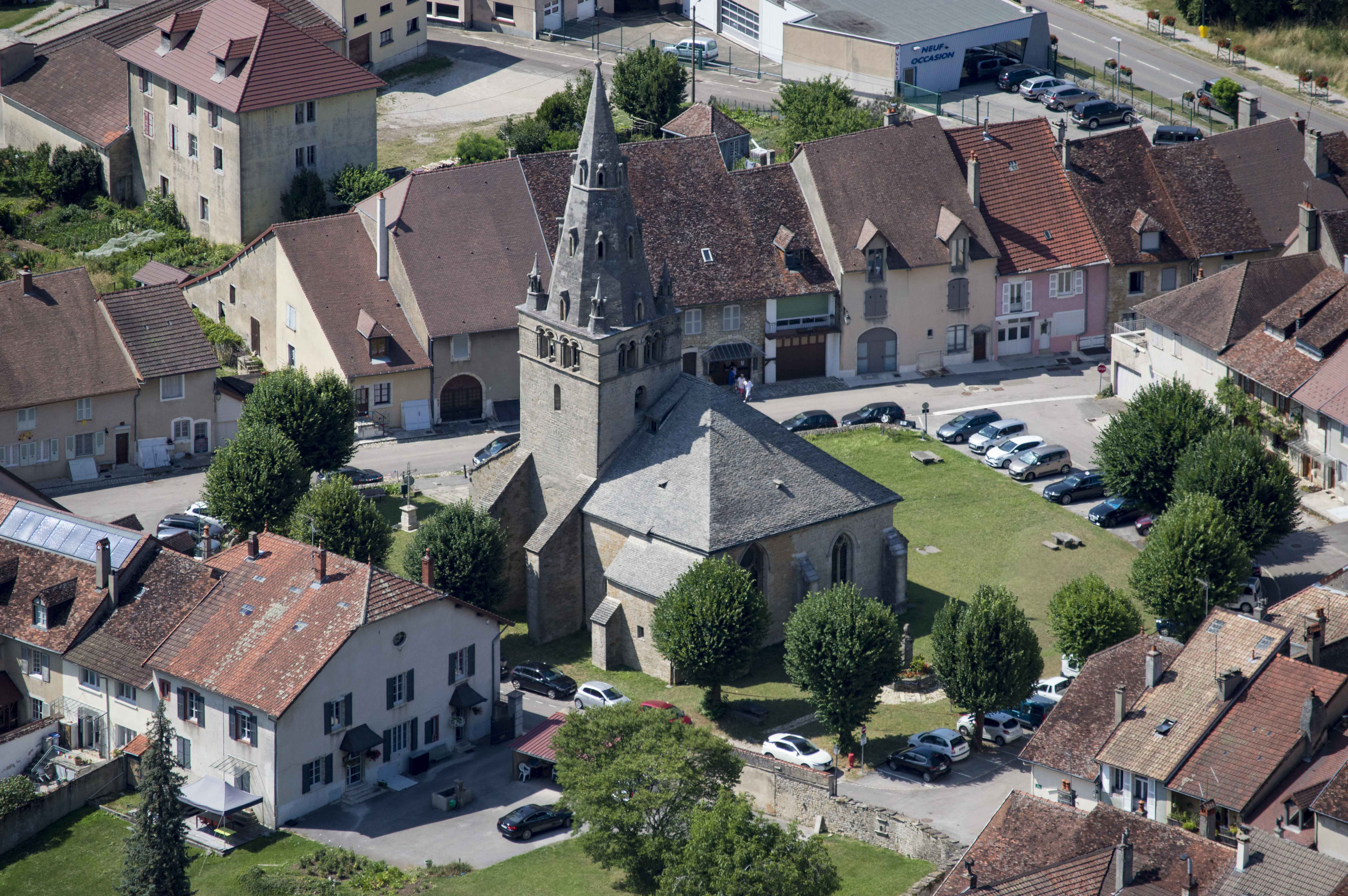
Église Notre-Dame de Mouthier-le-Vieillard (IXe siècle)
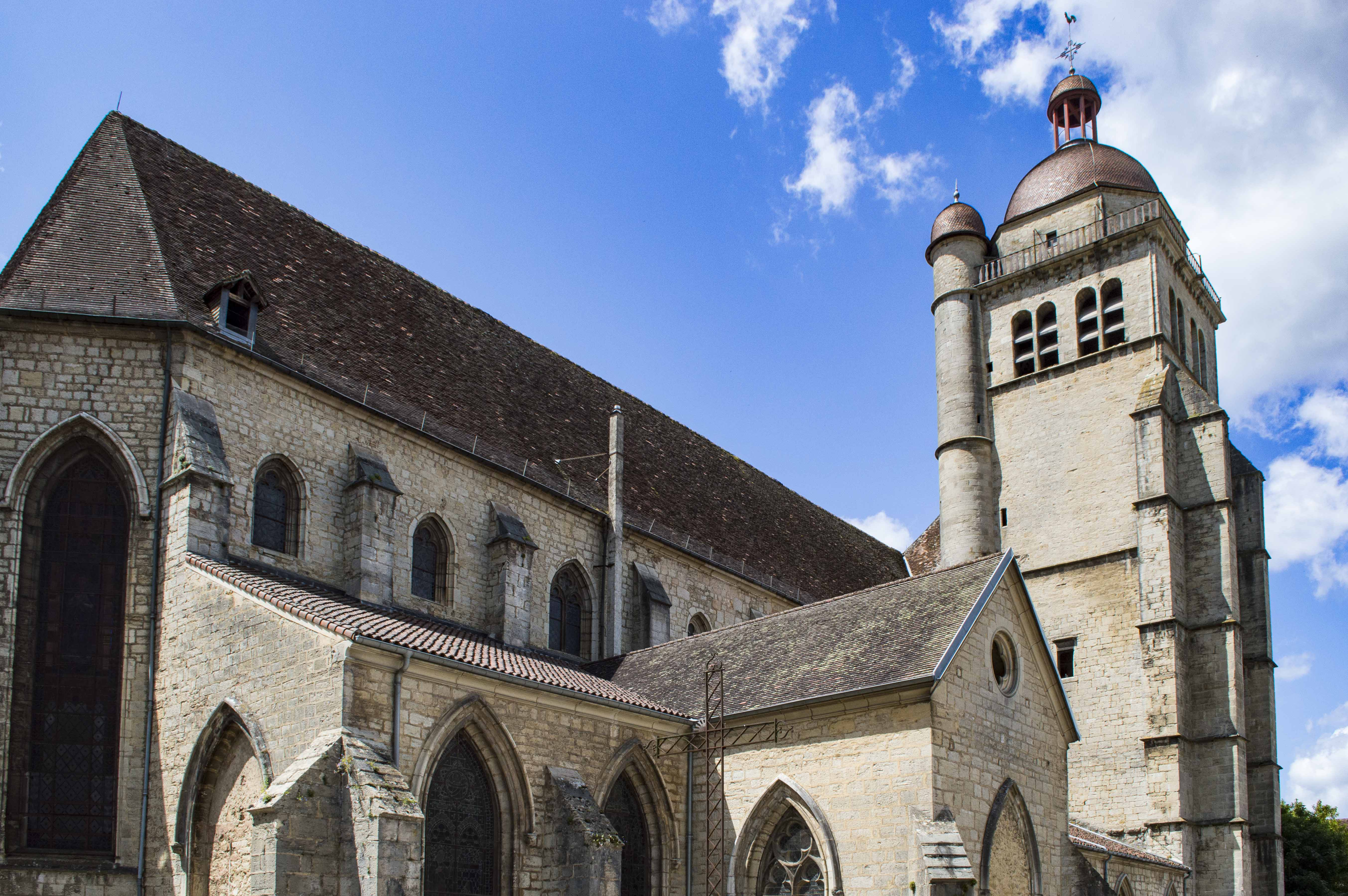
Collégiale Saint-Hippolyte (XVe siècle)
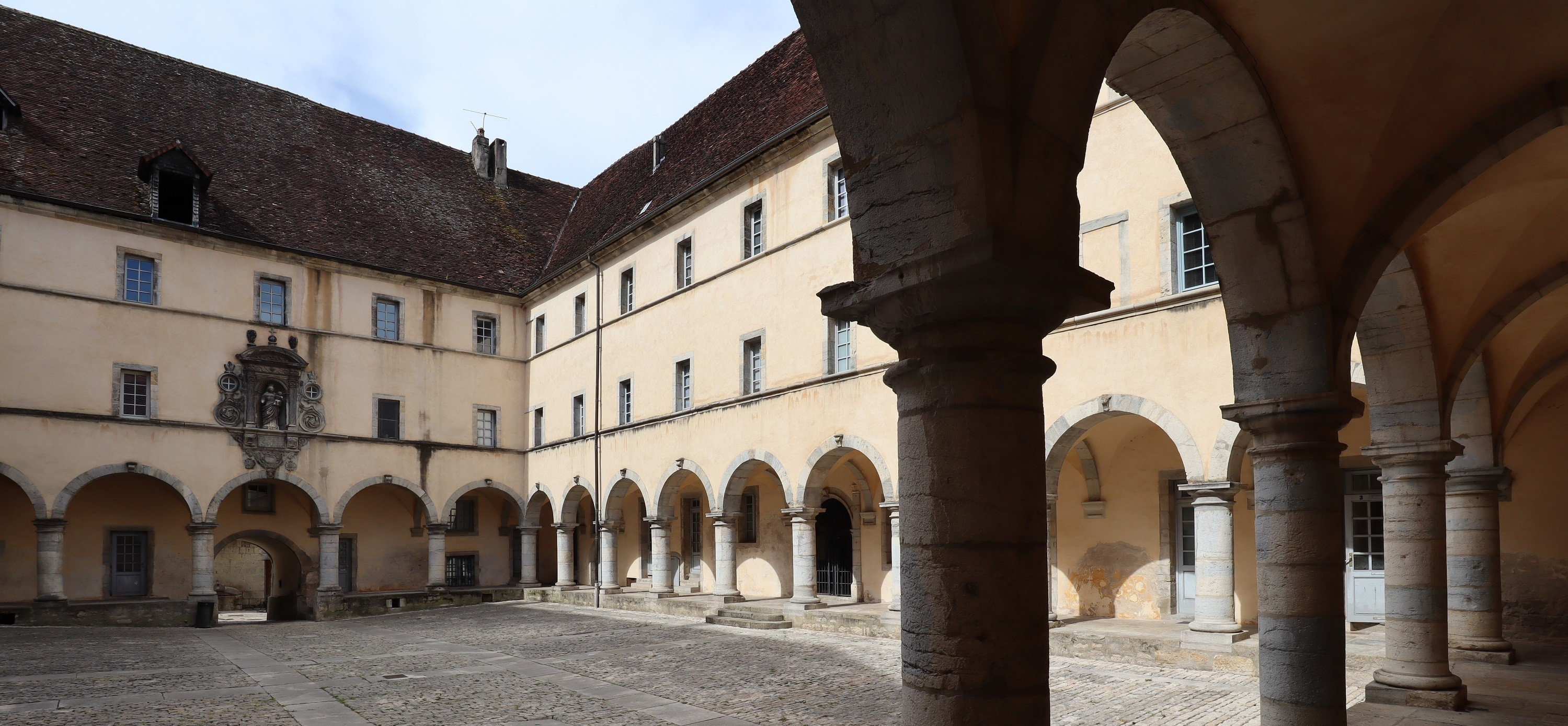
Couvent des Ursulines de Poligny (XVIIe siècle)
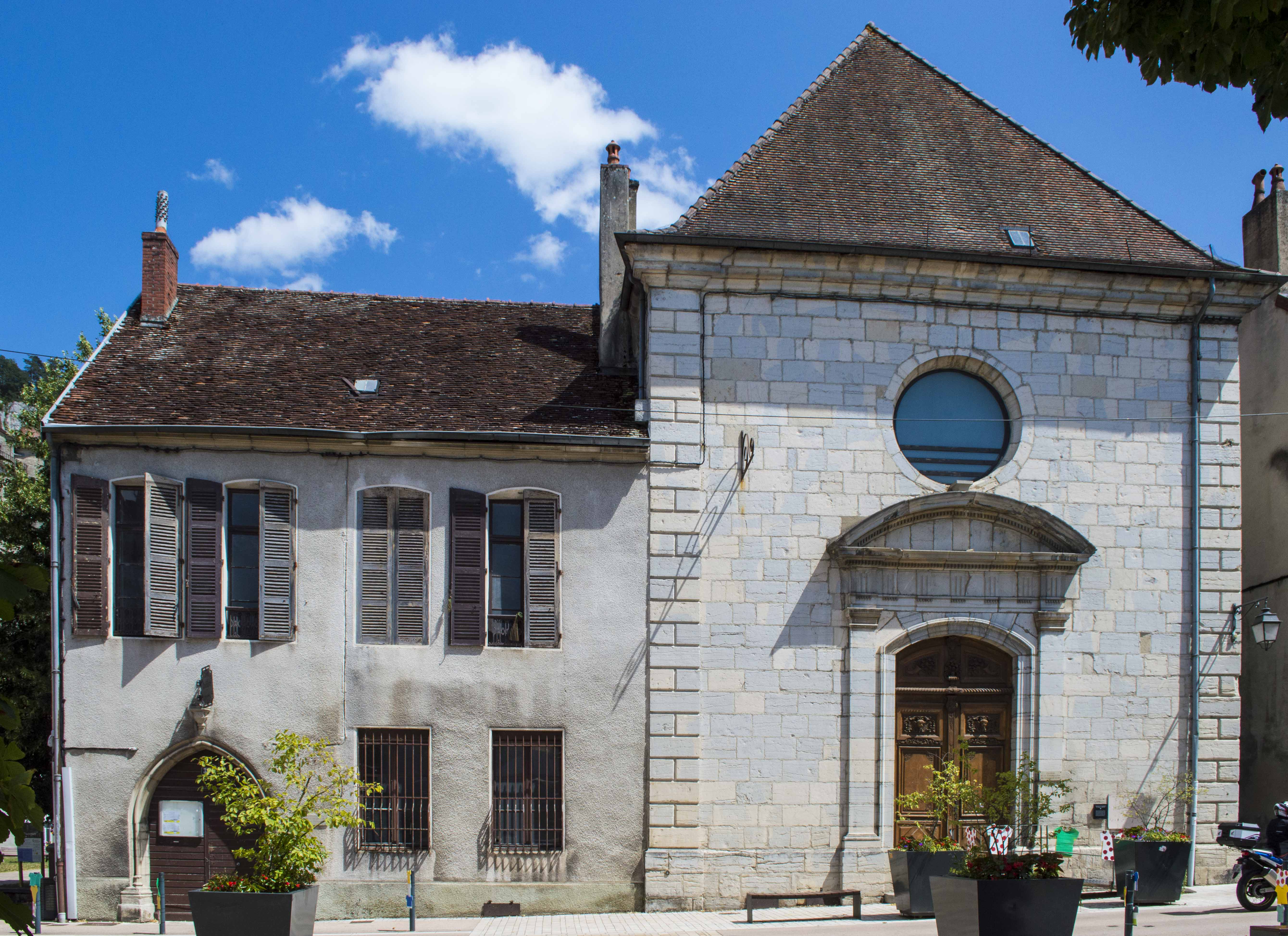
Chapelle de la congrégation des vignerons de Poligny (XVIIIe siècle)

- Ancien couvent des Jacobins (XIIIe s), devenu sous-préfecture (XIXe s) puis lycée d'État (jusqu'à aujourd'hui), et son église Notre-Dame (XIIIe-XVIIIe s), devenue salpêtrière (XIXe s) puis Coopérative Viticole de Poligny (jusqu'à aujourd'hui), rue Hyacinthe-Friant, classés le 17 août 1945[62] ;
- Collège des Oratoriens (XVIIe s), Rue du Collège, dont la porte de l'ancienne chapelle est classée depuis le 25 avril 1941[63] ;
- Couvent des Ursulines (XVIIe s), rue Voltaire, classé depuis le 29 avril 1994[64] ;
- Couvent des Clarisses (XVIIe s), inscrit le 2 août 2006[65] et jardin[66], rue Sainte-Colette ;
- Hôtel-Dieu (XVIIe s), rue Pasteur ;
- Chapelle de la Confrérie de la Croix (XVIIe s), rue du Théâtre ;
- Chapelle Notre-Dame de la Congrégation des Vignerons (XVIIIe s), Grande Rue ;
- Hospice du Saint-Esprit (XVIIIe s), rue du Théâtre ;

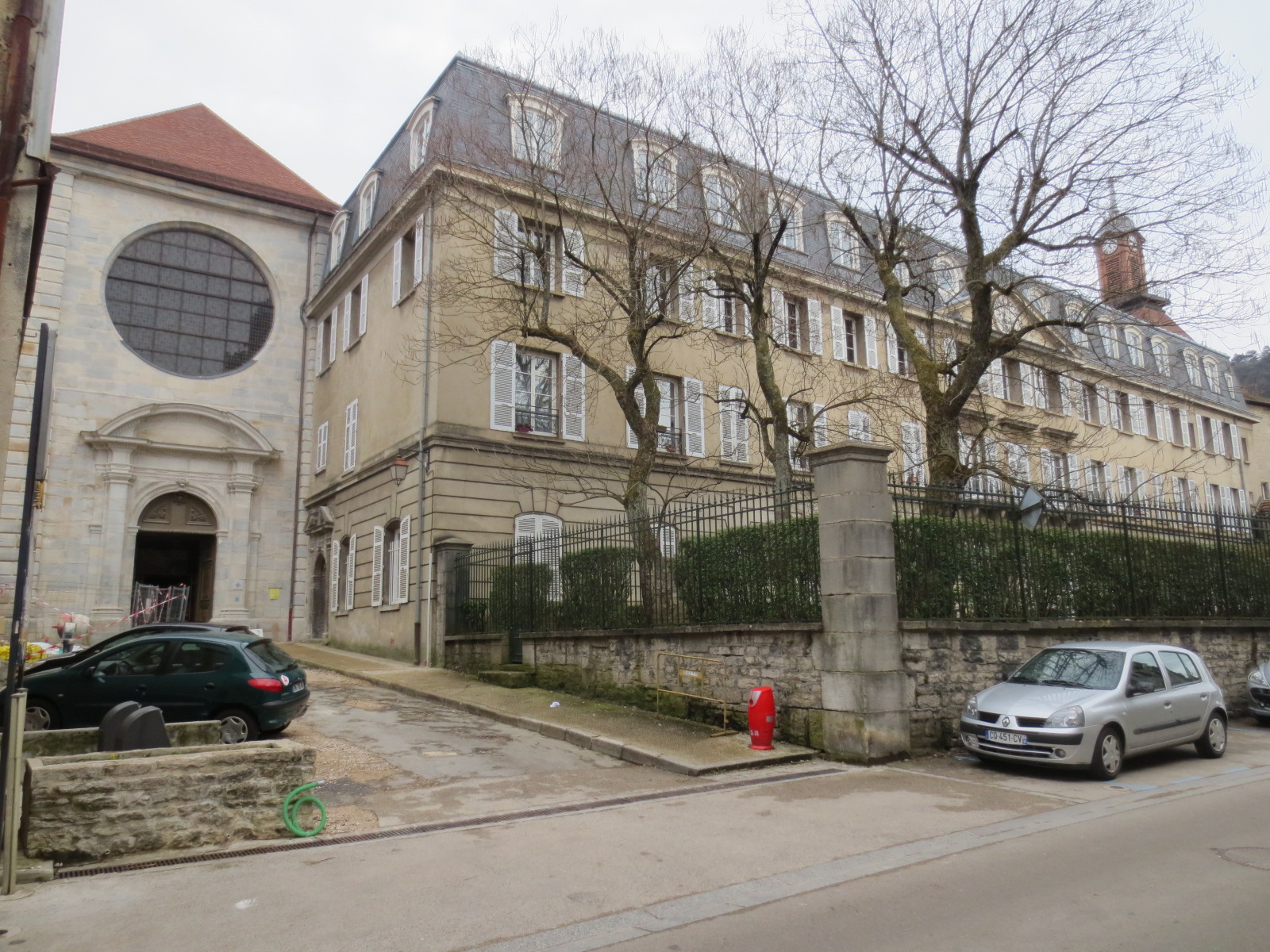
Couvent des Jacobins de Poligny (XIIIe siècle)
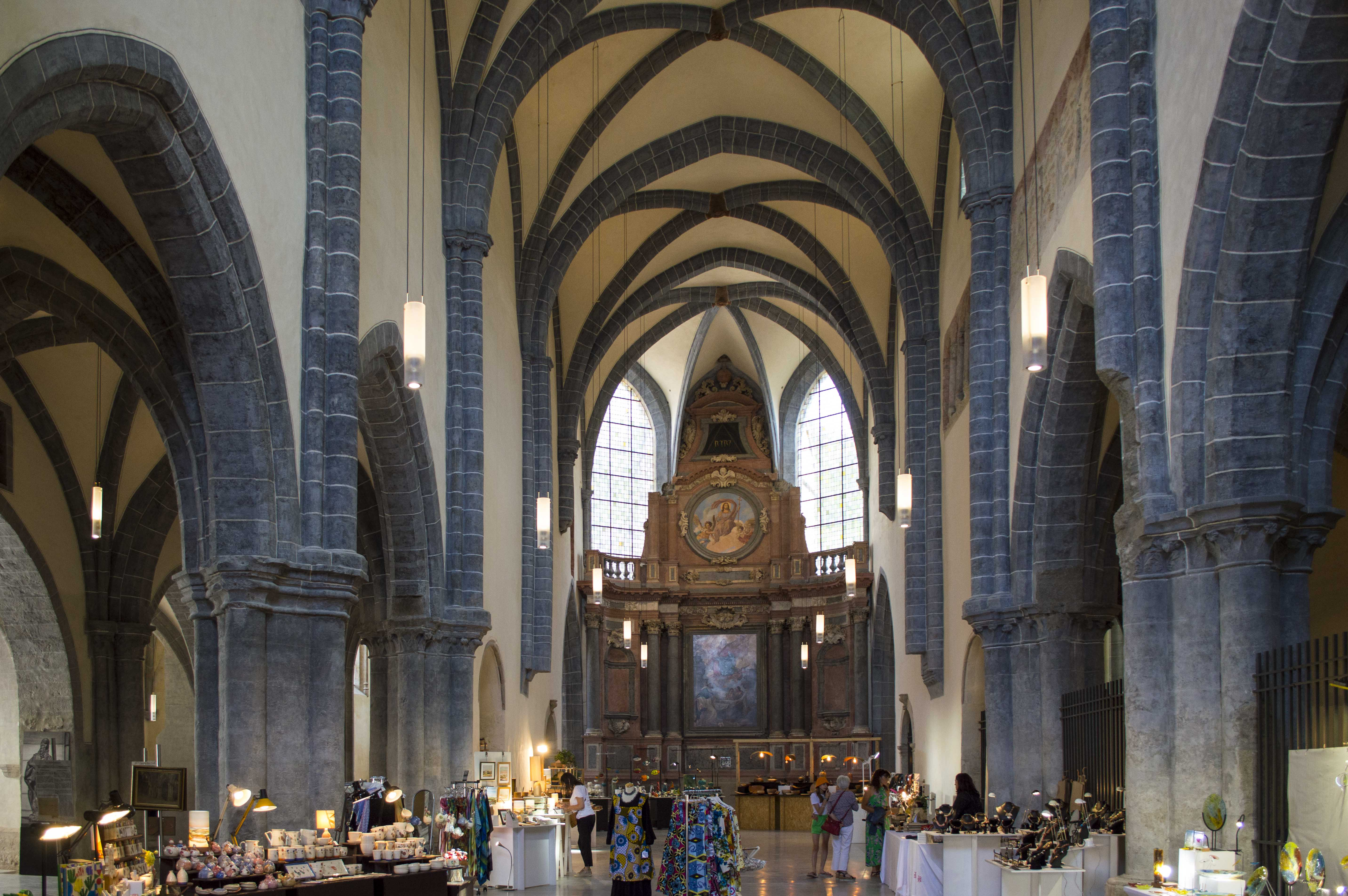
Église Notre-Dame dite des Jacobins (XIIIe siècle)
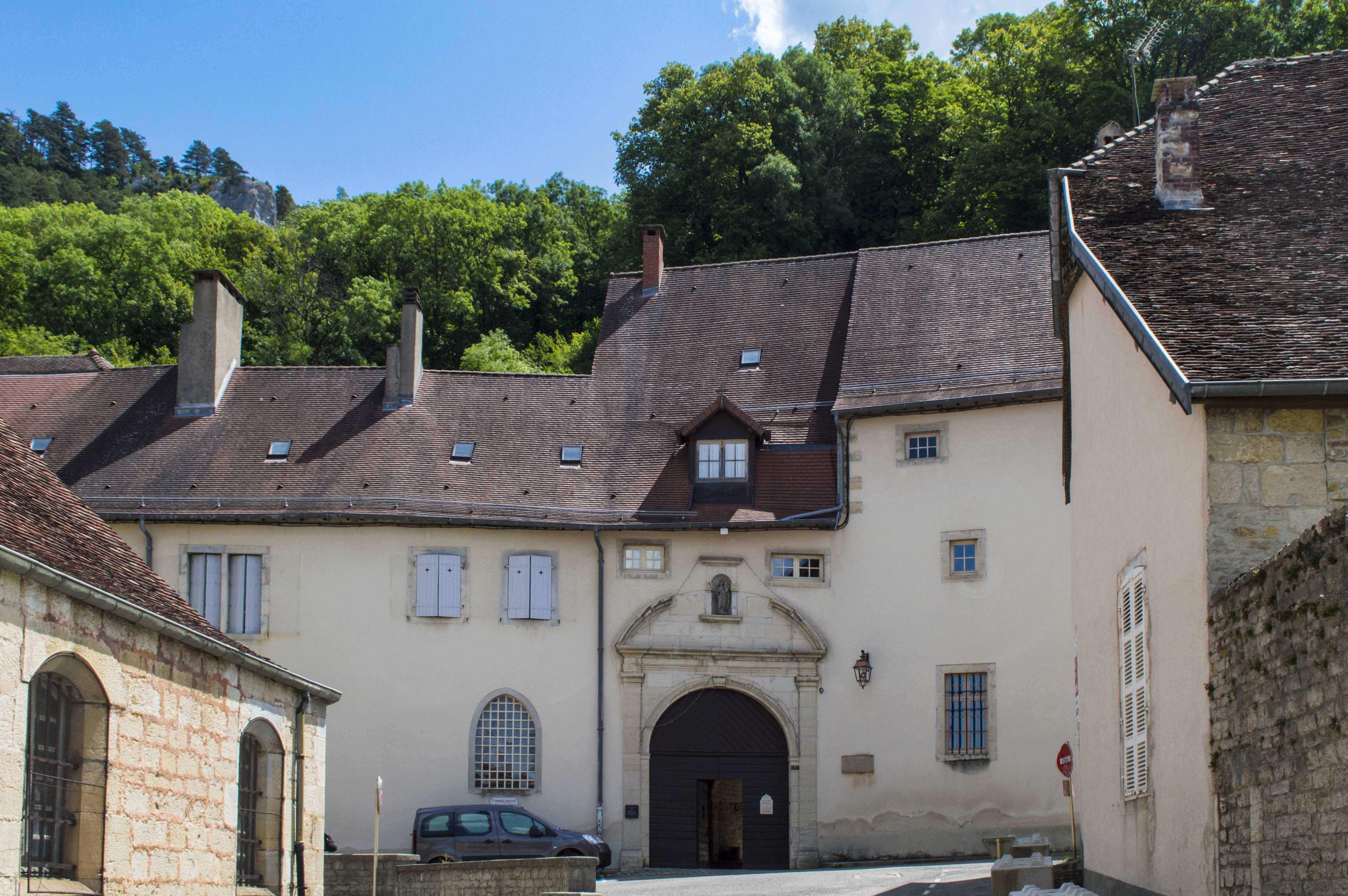
Monastère Sainte-Claire de Poligny (XVe siècle)
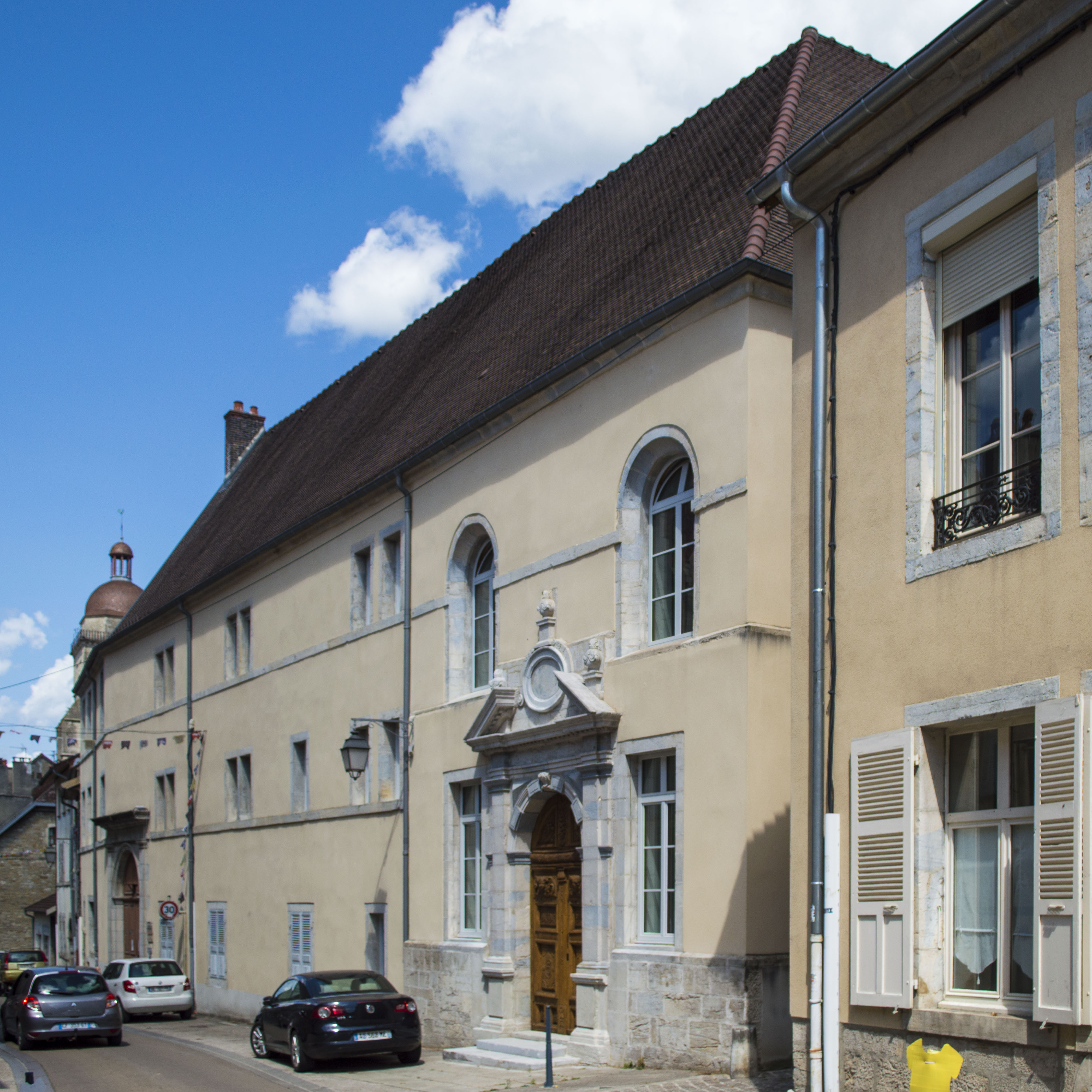
L'ancien collège des Oratoriens
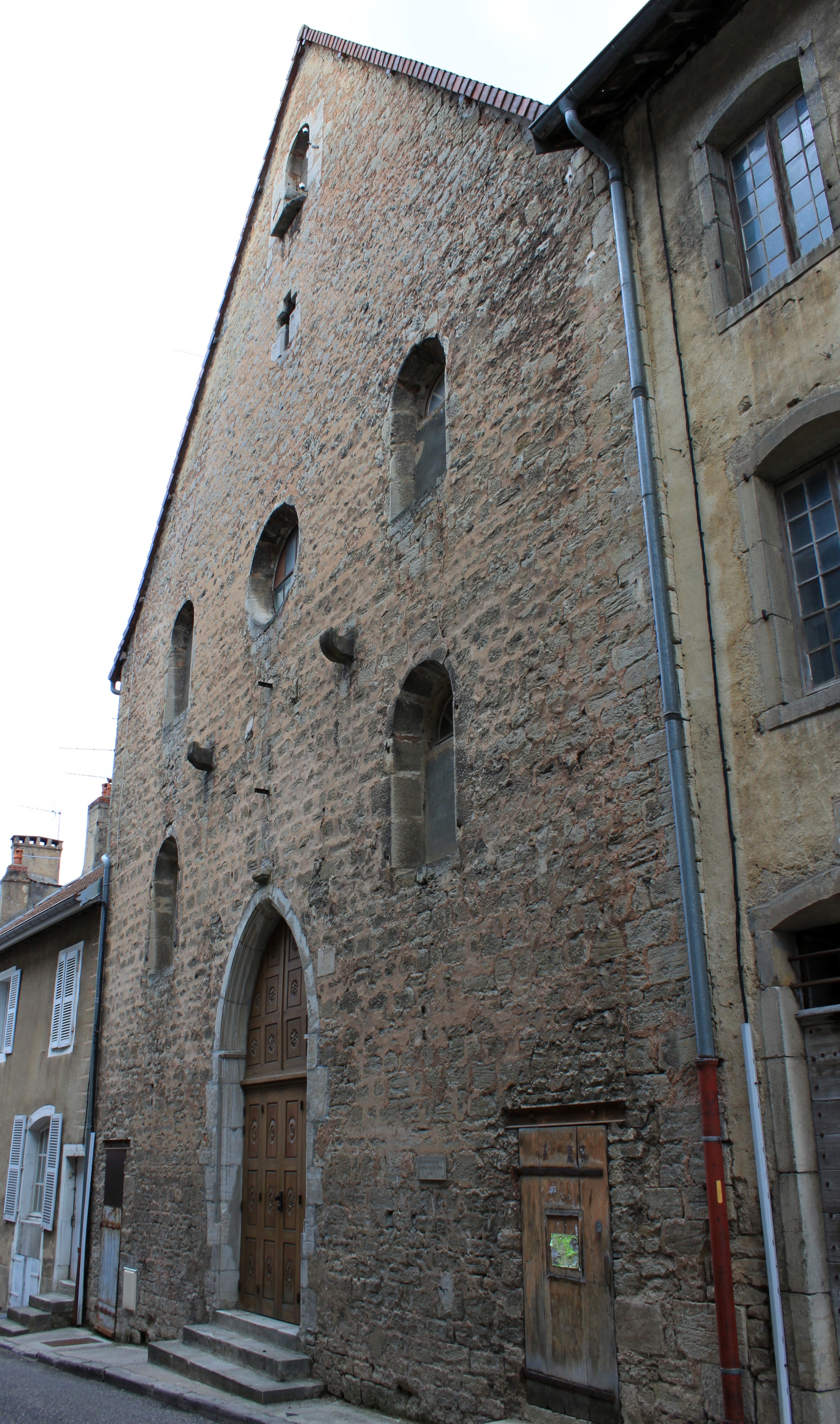
Chapelle de la Confrérie de la Croix

#### Patrimoine militaire
- Vestiges de l'ancien château fort de Poligny / château de Grimont (IXe siècle)
- Enceinte urbaine (XVIe s), inscrite le 13 juin 1991[67] ;
- Tour de la Sergenterie (XVIe s), devenue habitation (XVIe-XIXe s), puis huilerie (1840) et battoir (1860), rue de la Tour, classée le 18 novembre 1985[68] ;

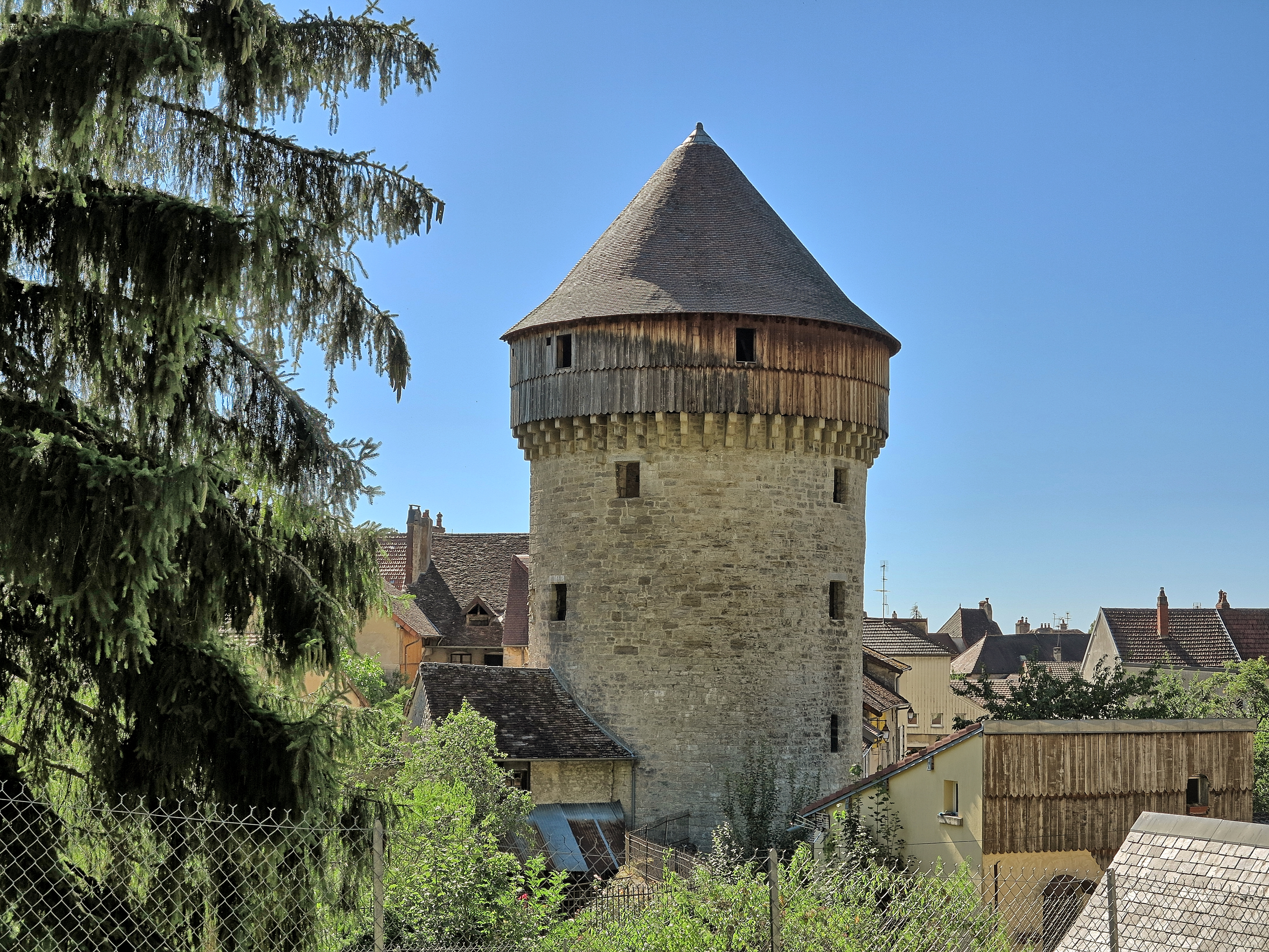
Tour de la Sergenterie
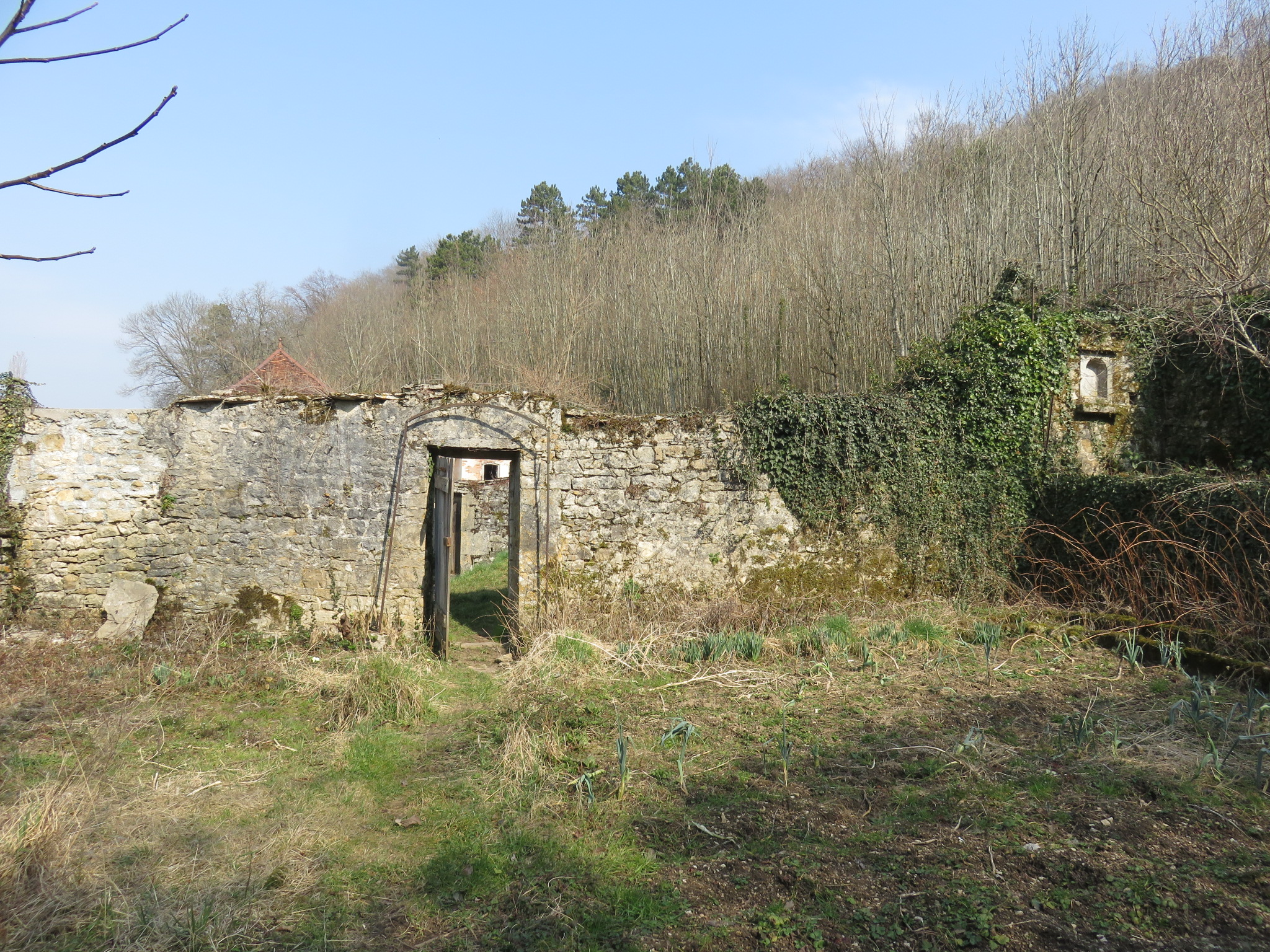
Vestiges du château fort de Poligny

#### Patrimoine civil
- Hôtel de Ville et école de musique (XVIIe s), initialement bailliage, salle de justice et prison, Grande Rue, classés depuis le 31 août 1992[69] ;
- Faïencerie (XVIIIe s), devenue brasserie puis fromagerie, avenue Foch[70] ;
- Théâtre (XVIIIe s), inscrit le 28 juillet 2004[71] ;
- Plusieurs hôtels particuliers (XVIIIe s), sis Grande Rue et rue du Collège, dont l'hôtel Regnauldot, inscrit depuis le 9 juillet 1970[72] ;
- Abattoir municipal (XIXe s), rue Wladimir Gagneur, inscrit depuis le 18 mai 1990[73] ;
- École nationale d'industrie laitière et des biotechnologies, abrégé en Enilbio (XIXe s)[74] ;
- Ancienne Saline de Poligny (XIXe s), devenue cave d'affinage de la Maison Arnaud, au lieu-dit "à la Barre"[75] ;
- Caves d'affinage Juragruyère-Reybier-Comté (XXe s), Rue Nicolas Appert[76] ;
- Taillerie (XXe s), devenue cave d'affinage, sur la RN 5[77].
- Maisons vigneronnes à cave enterrée dont l'accès se fait par un escalier de pierre fermé sur la rue par un trappon (descente de cave affleurant la chaussée ou oblique) pour permettre la libre circulation des passants (quartiers vignerons de Charcigny au nord et Mouthier-le-Vieillard au sud)[78].

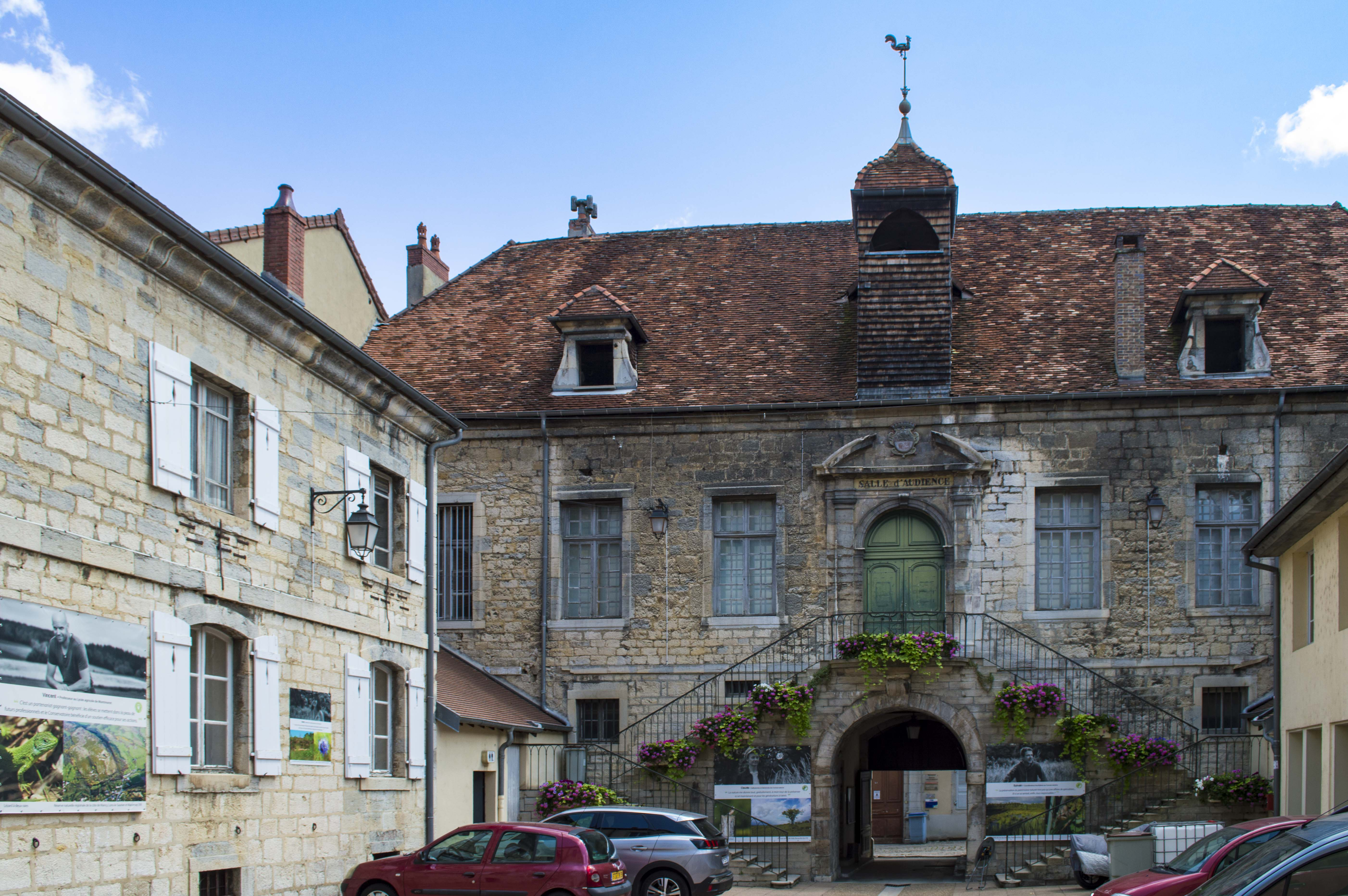
Hôtel de Ville
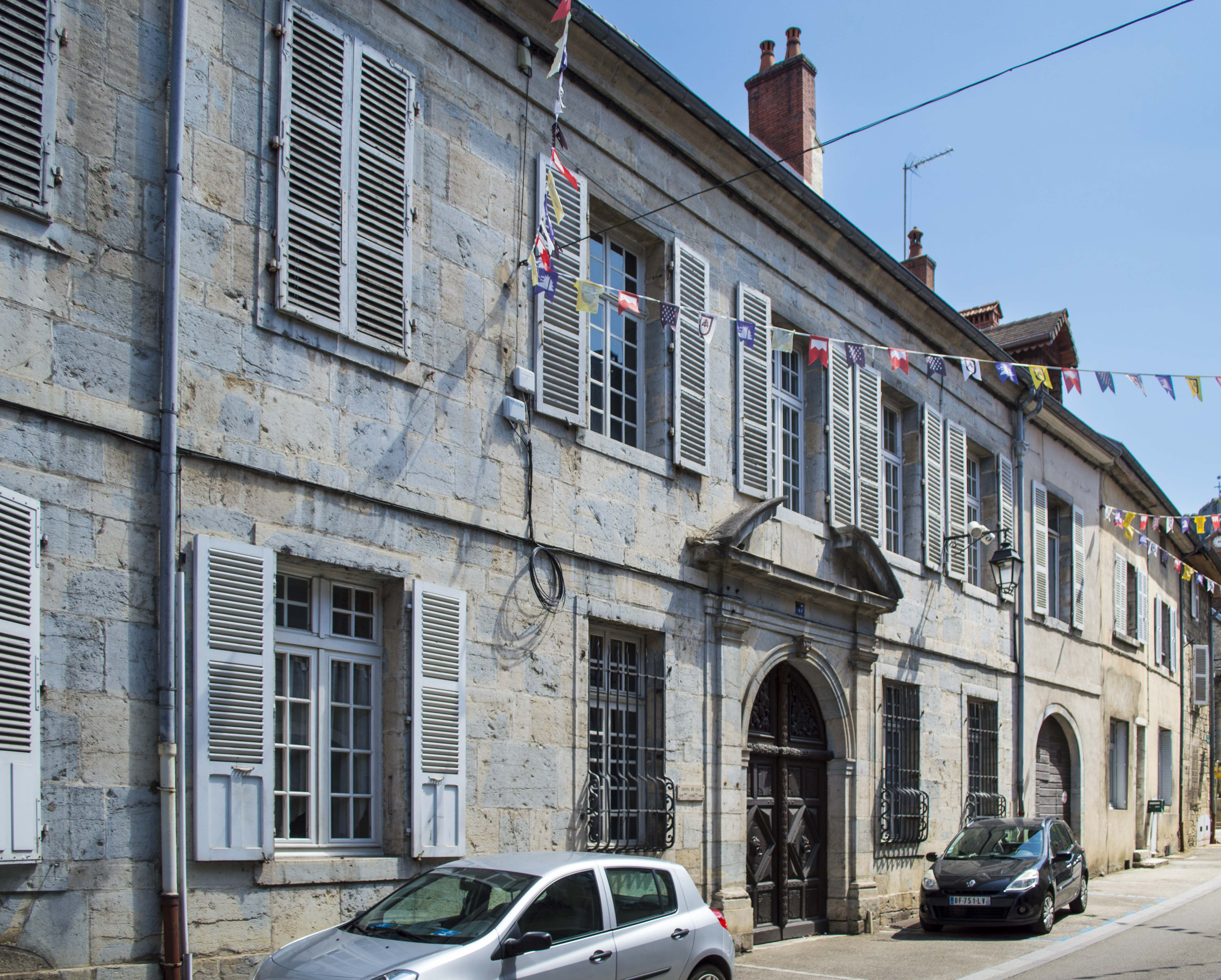
Hôtel de Lisa
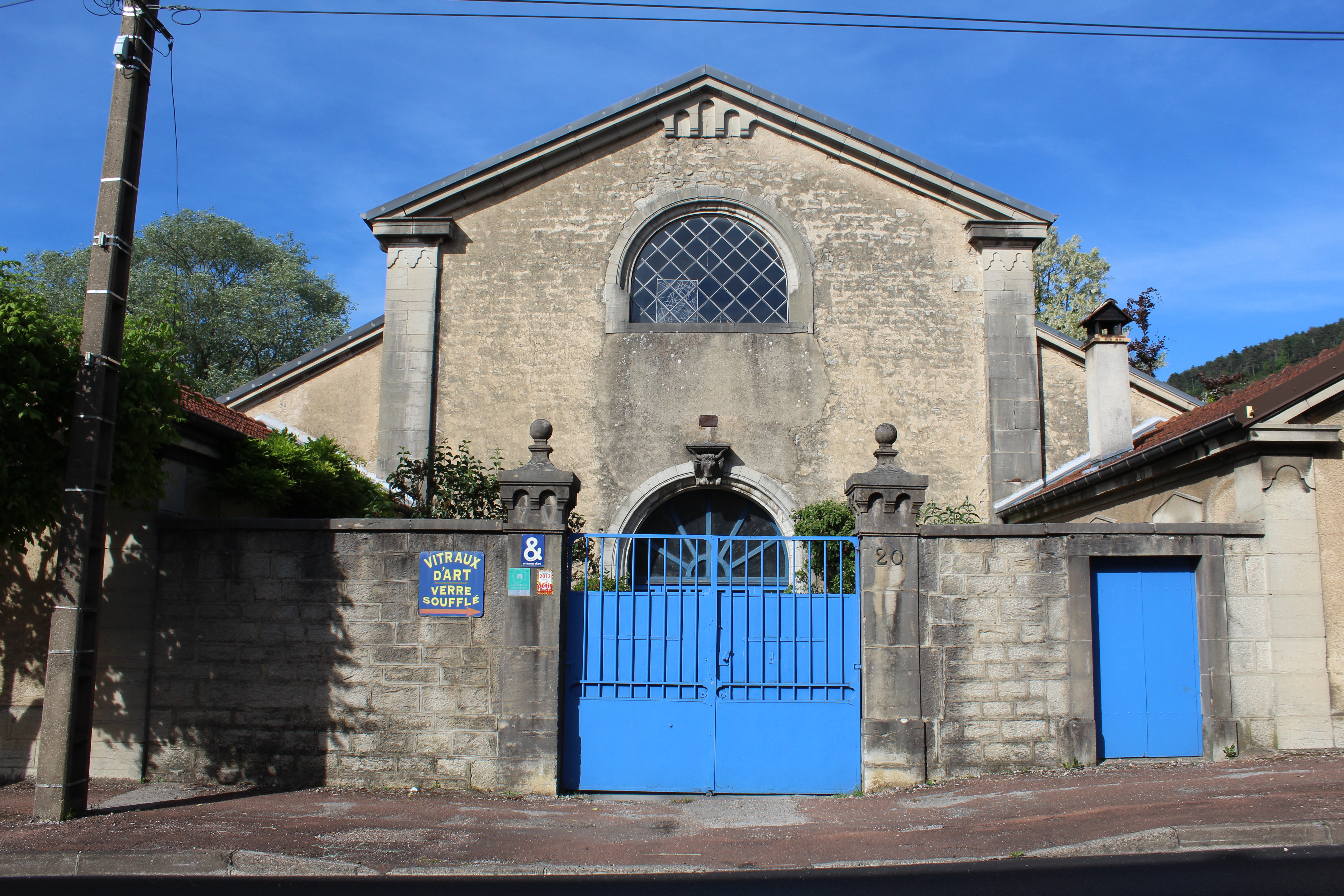
Abbatoir municipal
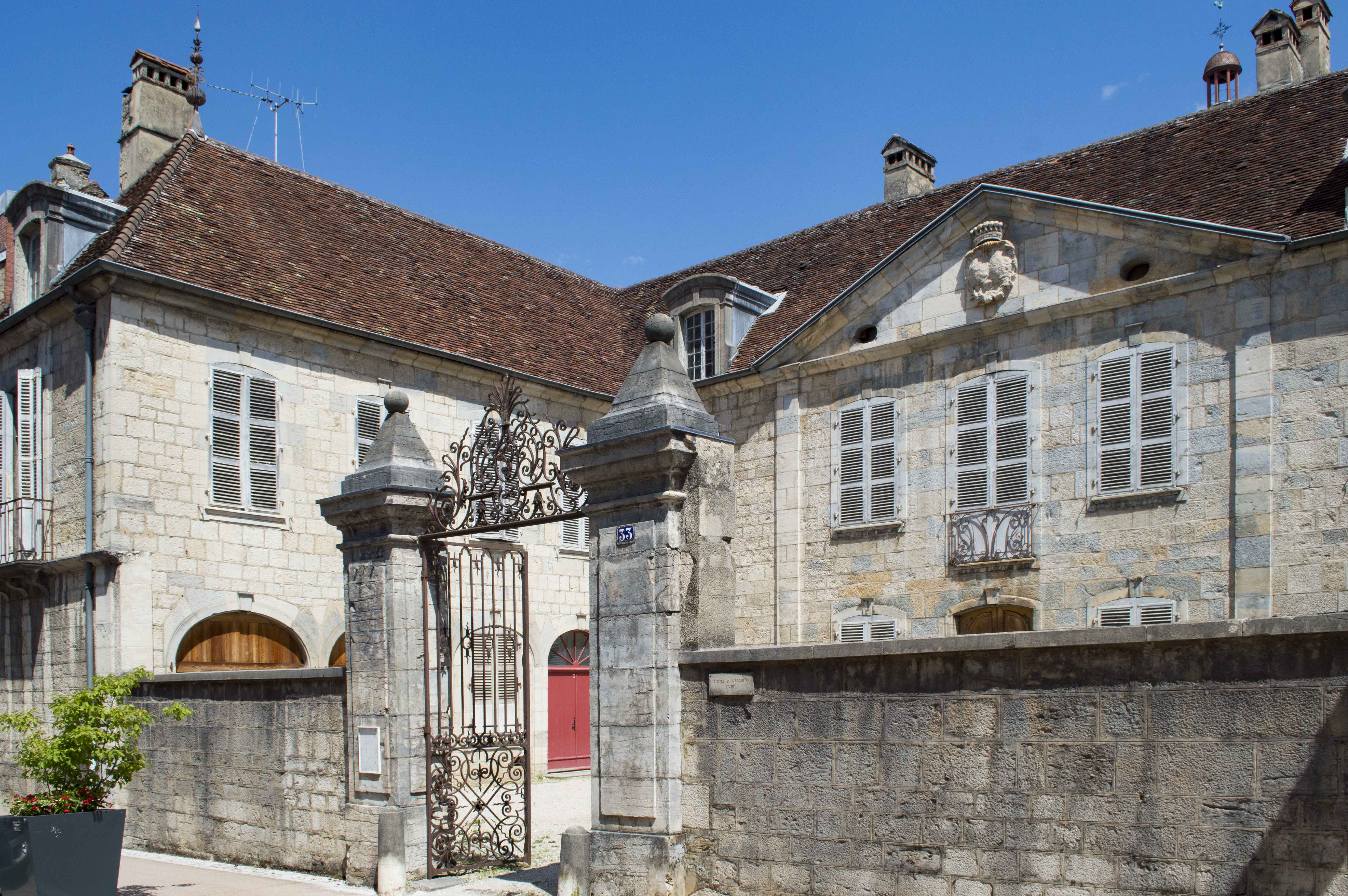
Hôtel d'Astorg

#### Petit patrimoine
- Croix du Dan ;
- Croix, place Notre-Dame ;
- Croix, rue du Collège ;
- Croix, rue Sainte Colette ;

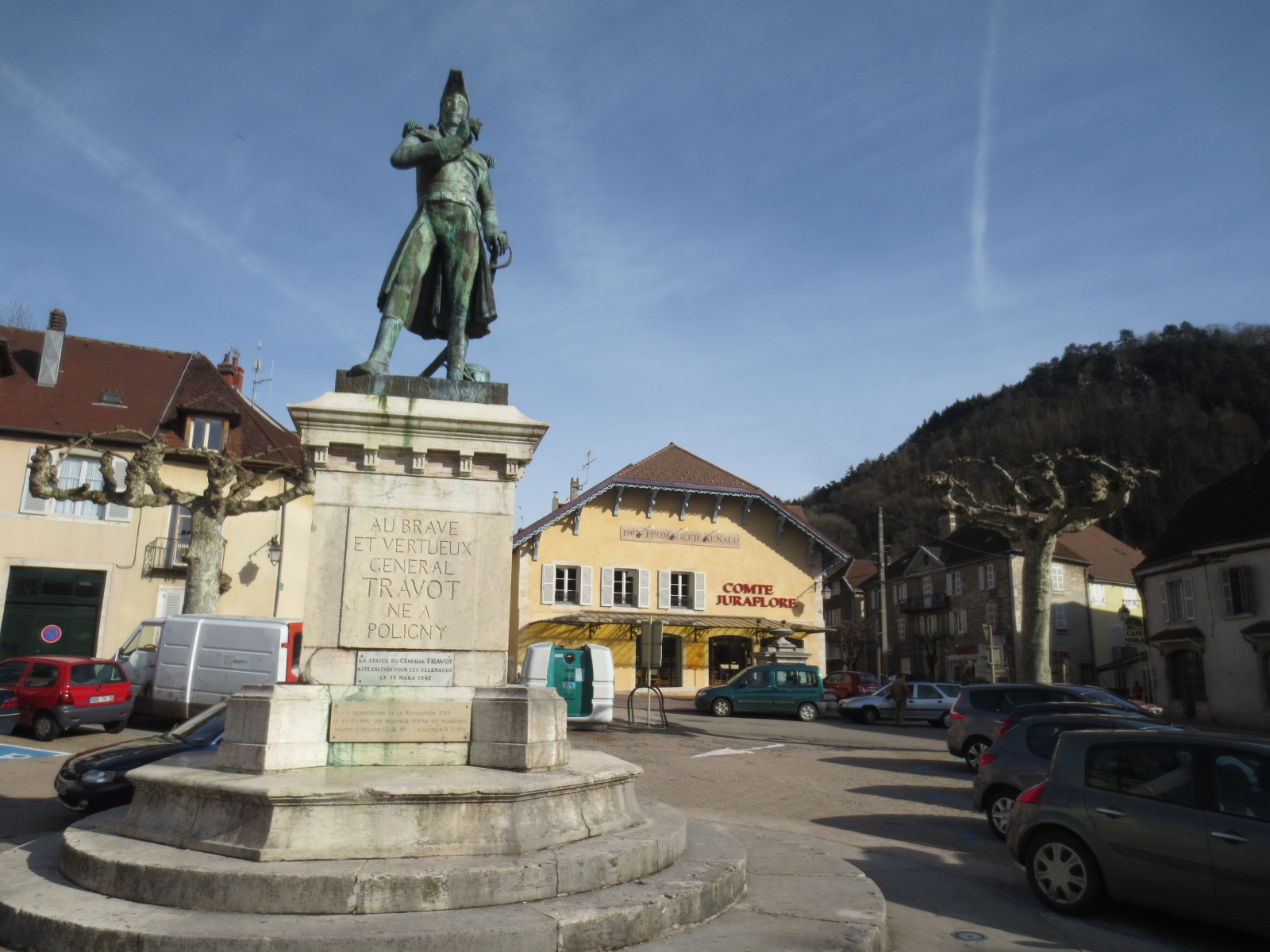
Statue du général Jean-Pierre Travot
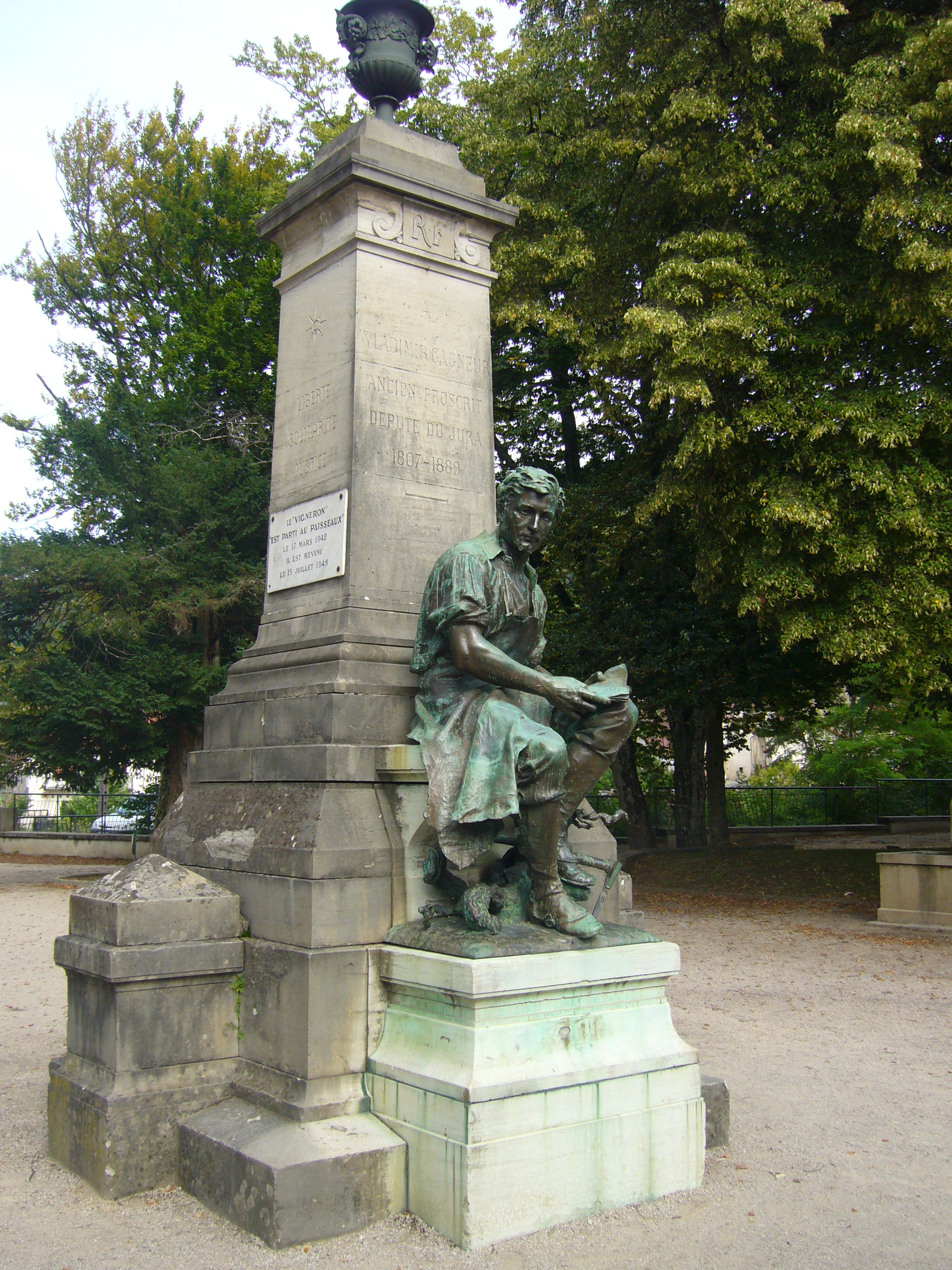
Statue de Wladimir Gagneur
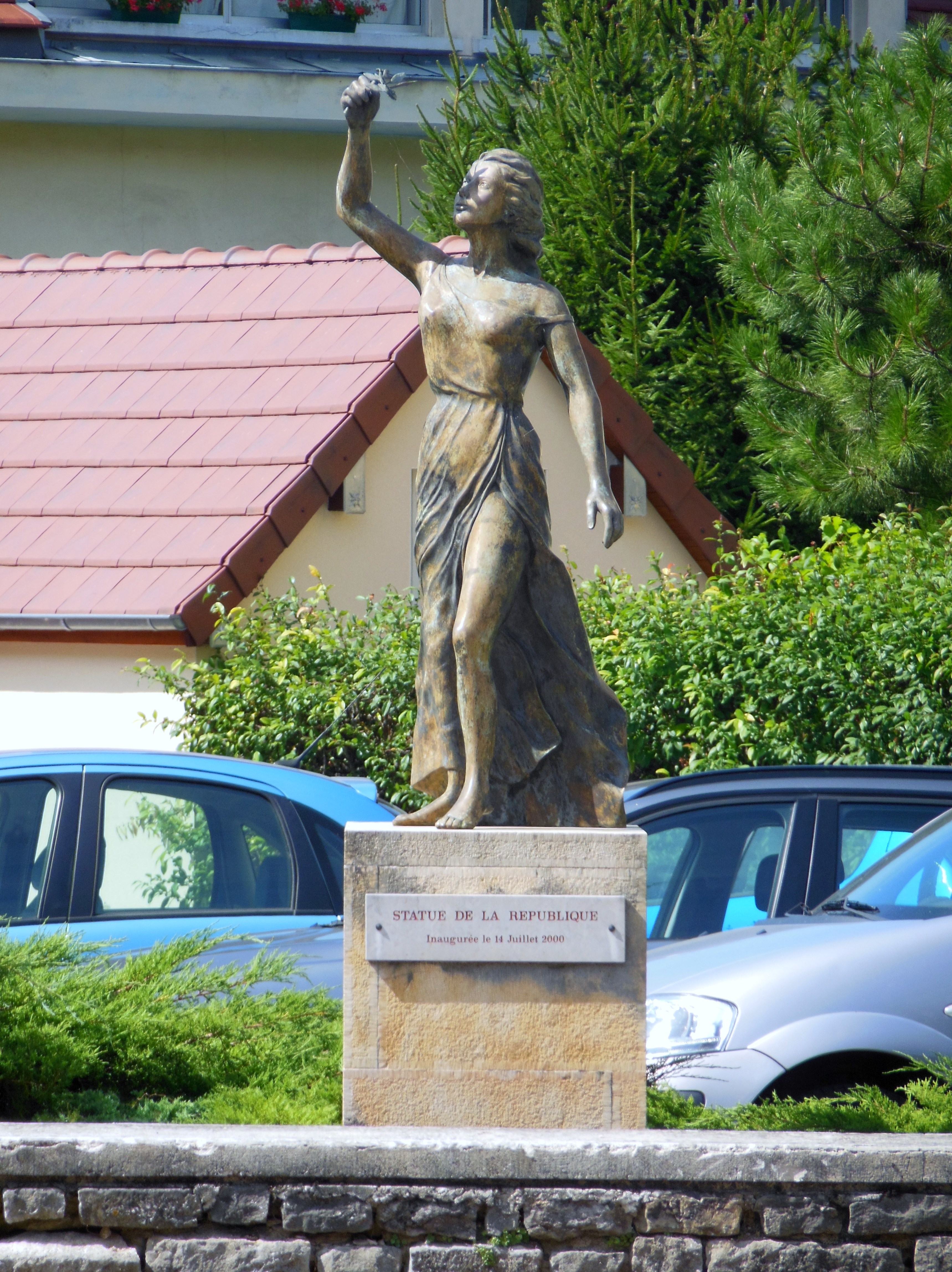
Statue de la République
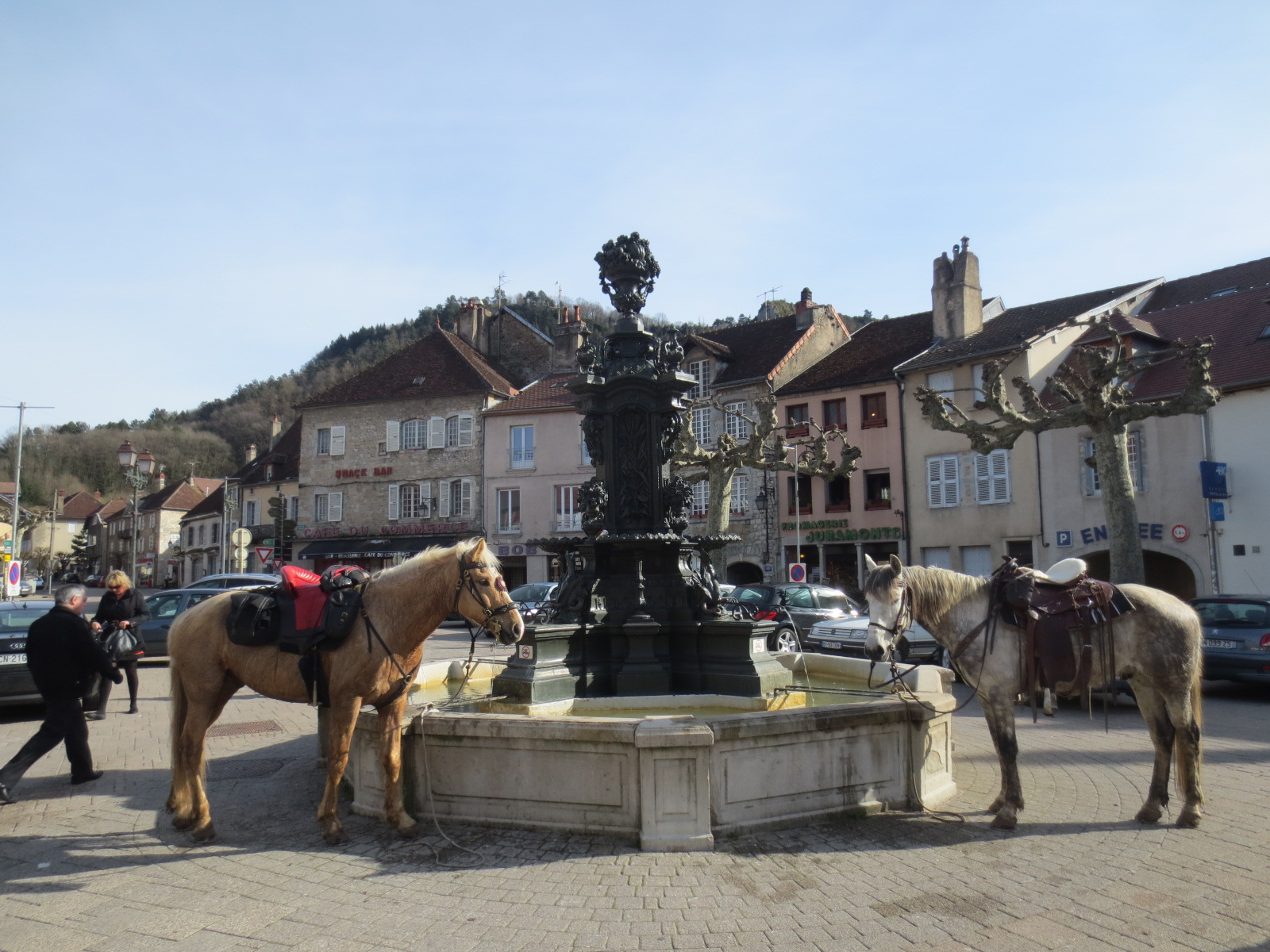
Grande Fontaine
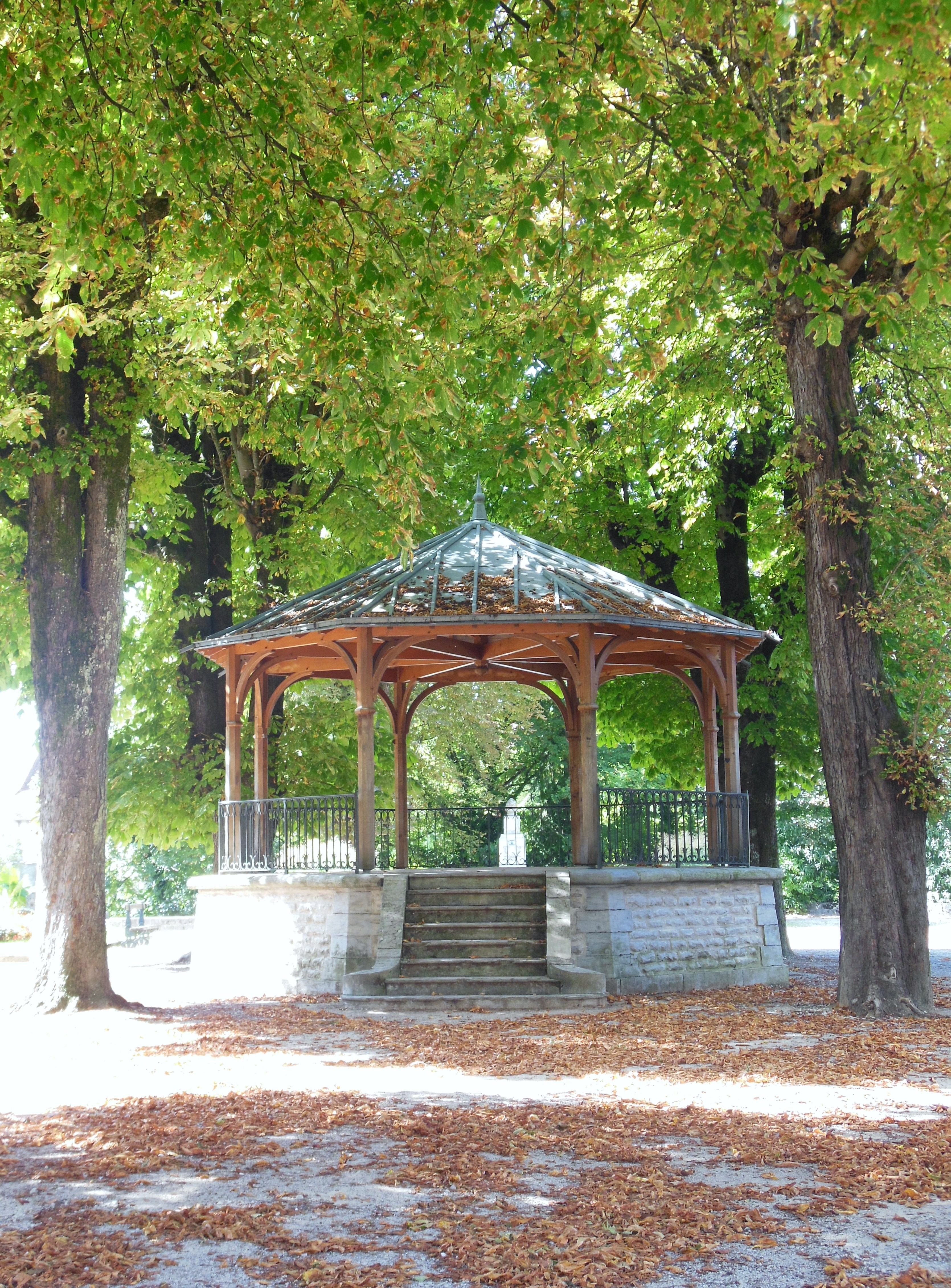
Kiosque à musique

- Quinzaine de fontaines publiques dont celles dites des Morts (XVIe s), rue du Collège, classée le 19 janvier 1911[79], de la Sirène (XVIIIe s), rue Hyacinthe-Friand, inscrite le 31 juillet 1990[80], et du Cheval marin (XVIIIe s), Grande Rue, classée le 31 août 1992[81], ainsi que celle de la Place des Déportés ;
- Jardin-potager des sœurs hospitalières du Saint-Esprit, rue du Théâtre[82] ;
- Kiosque à musique, Grande Rue ;
- Lavoir (1922), rue de Longeville ;
- Monument aux morts, avenue de la Résistance ;
- Poids public, rue de Versailles ;
- La statue du Vigneron, dédiée à Wladimir Gagneur, avenue Wladimir-Gagneur (1889)[83] ;
- Statue de Jean-Pierre Travot, place des Déportés ;
- Statue de la République (2000), avenue de la République.

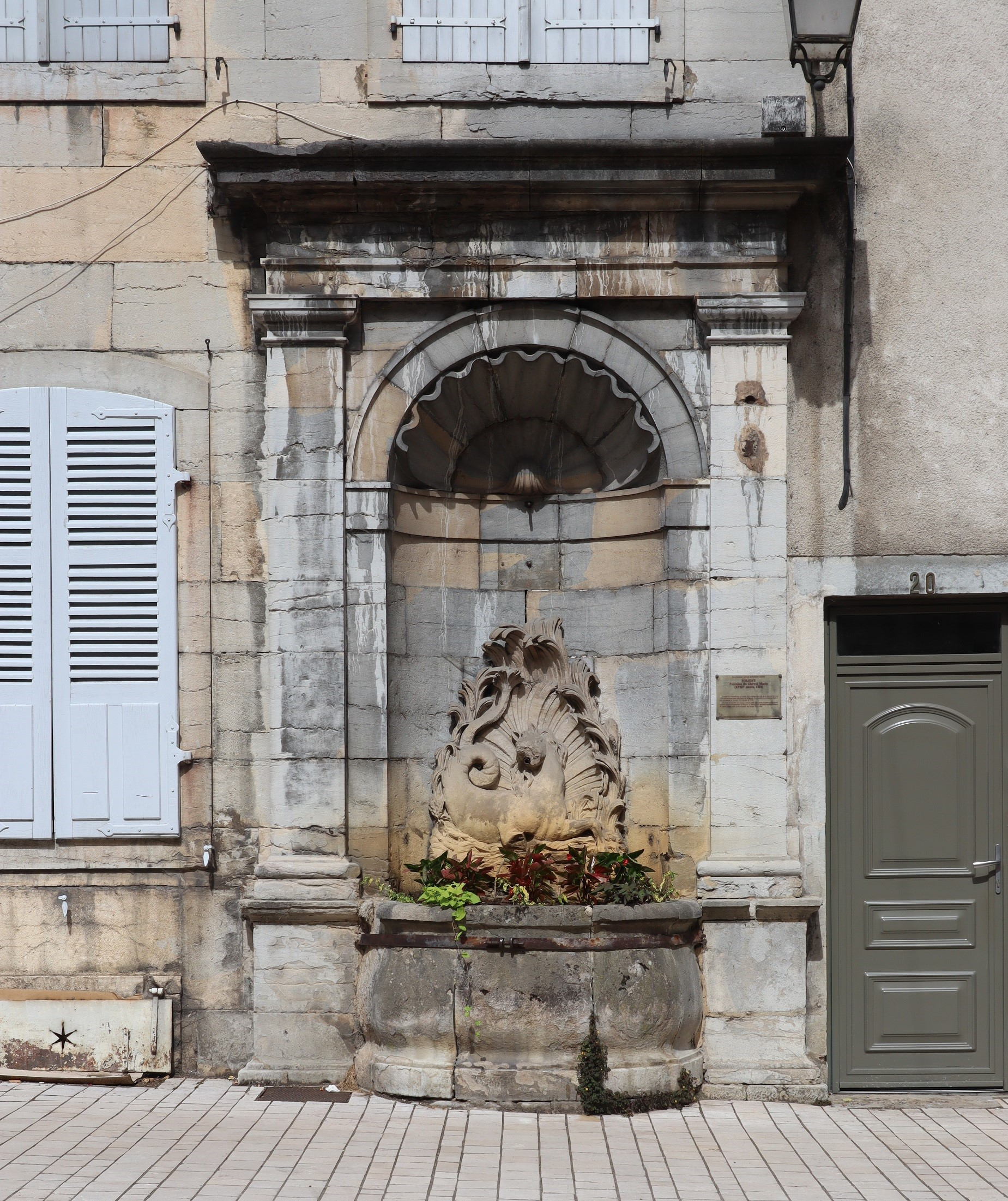
Fontaine du Cheval marin
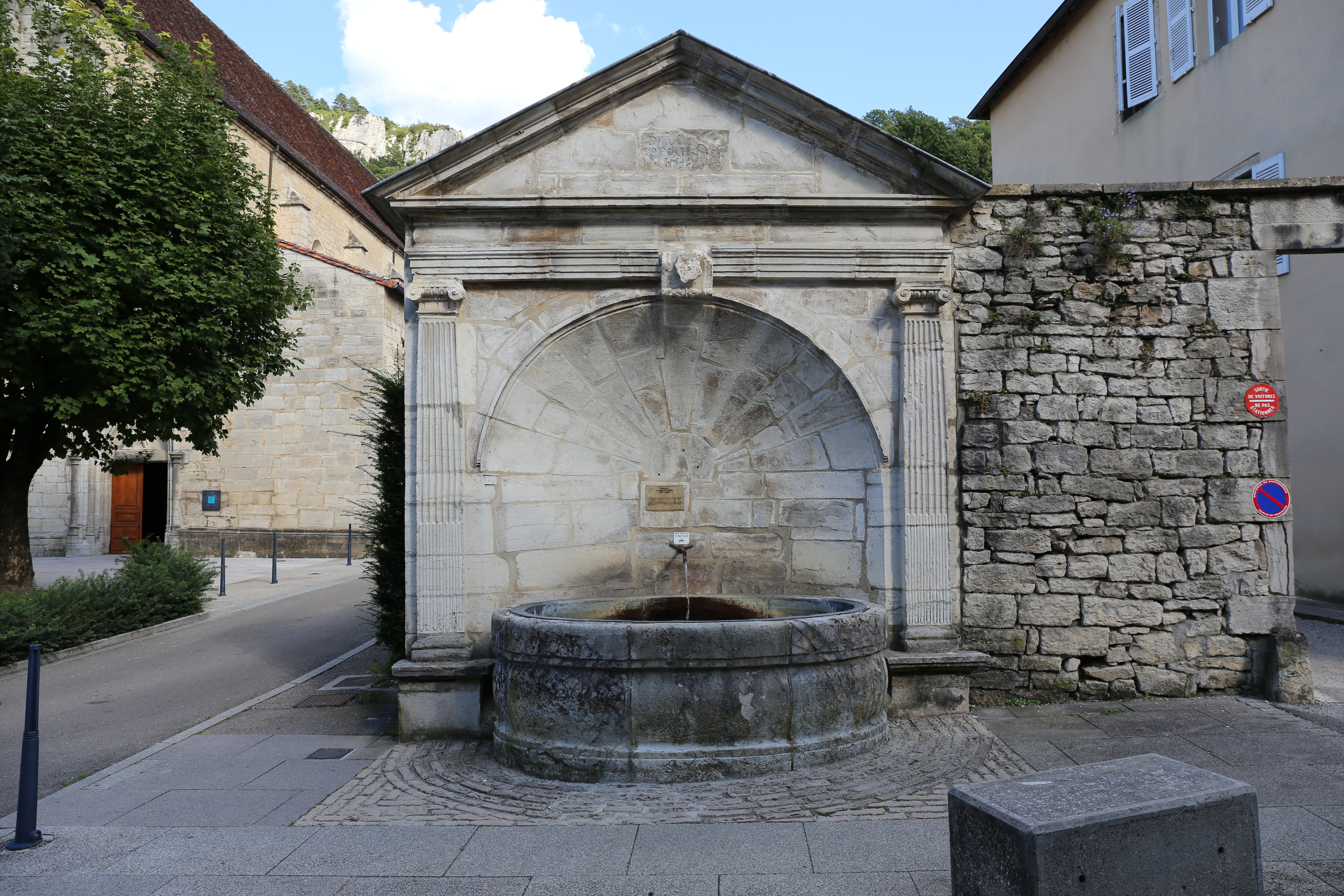
Fontaine des Morts
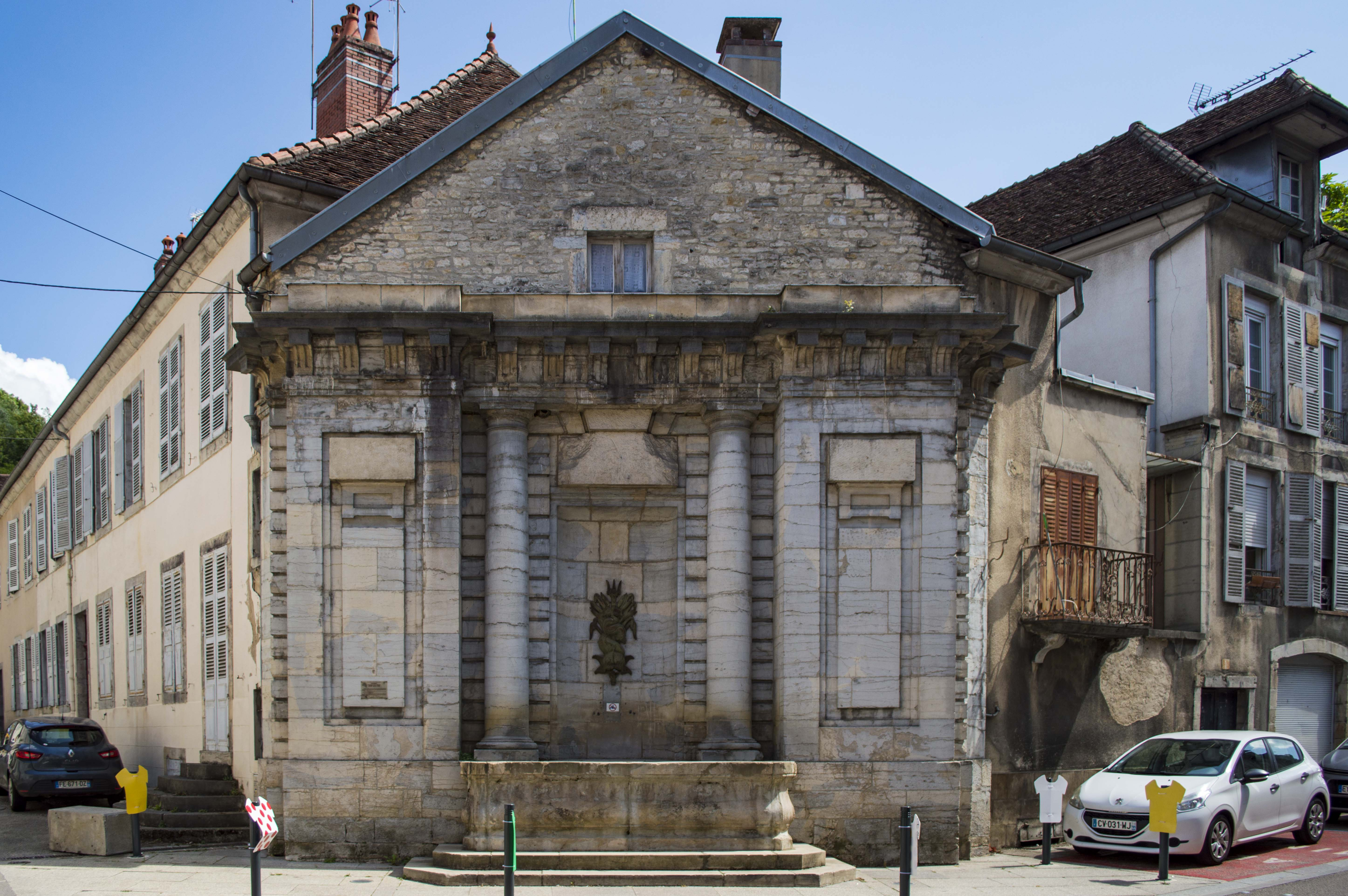
Fontaine de la Sirène
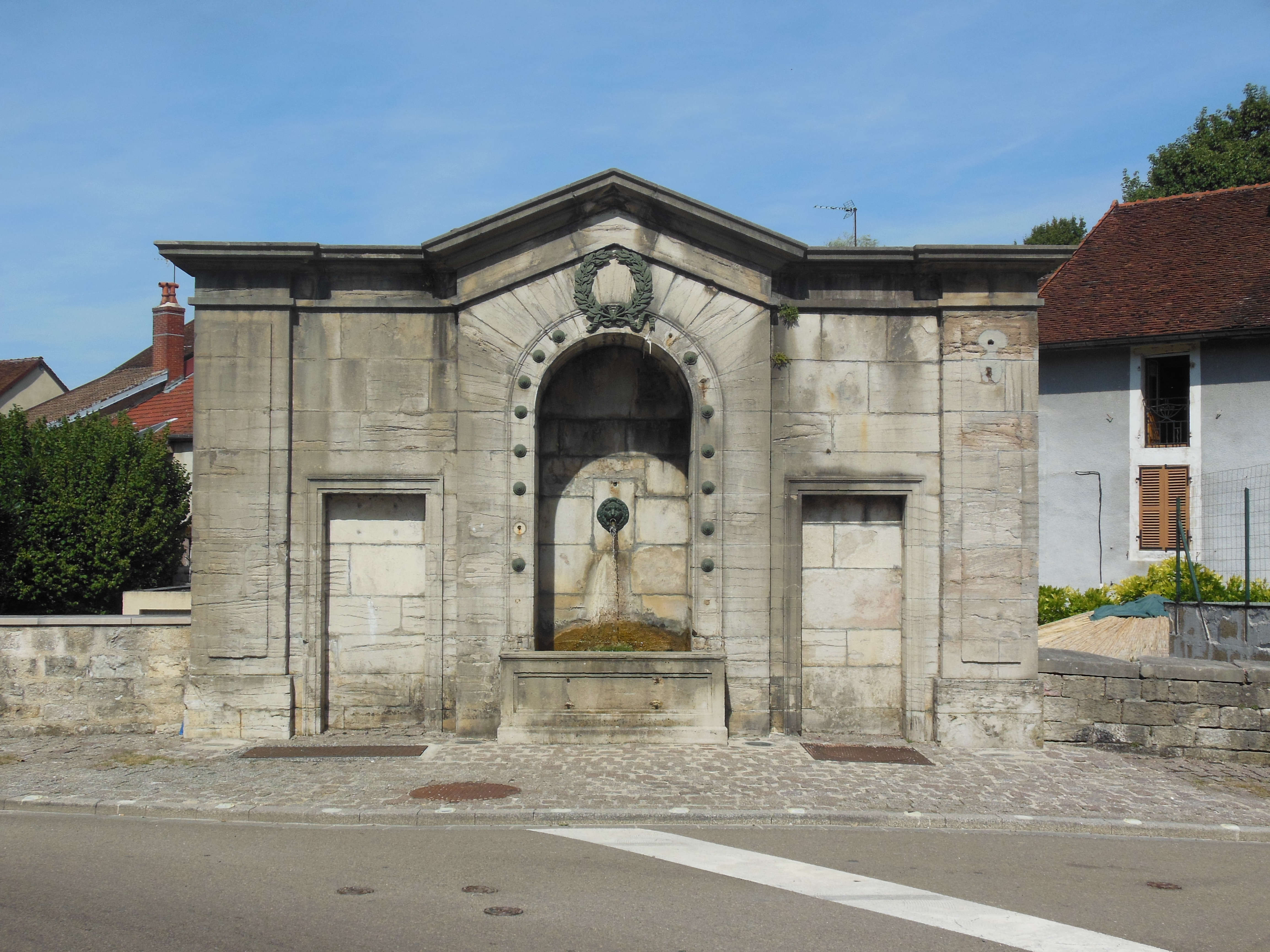
Fontaine de la Doye
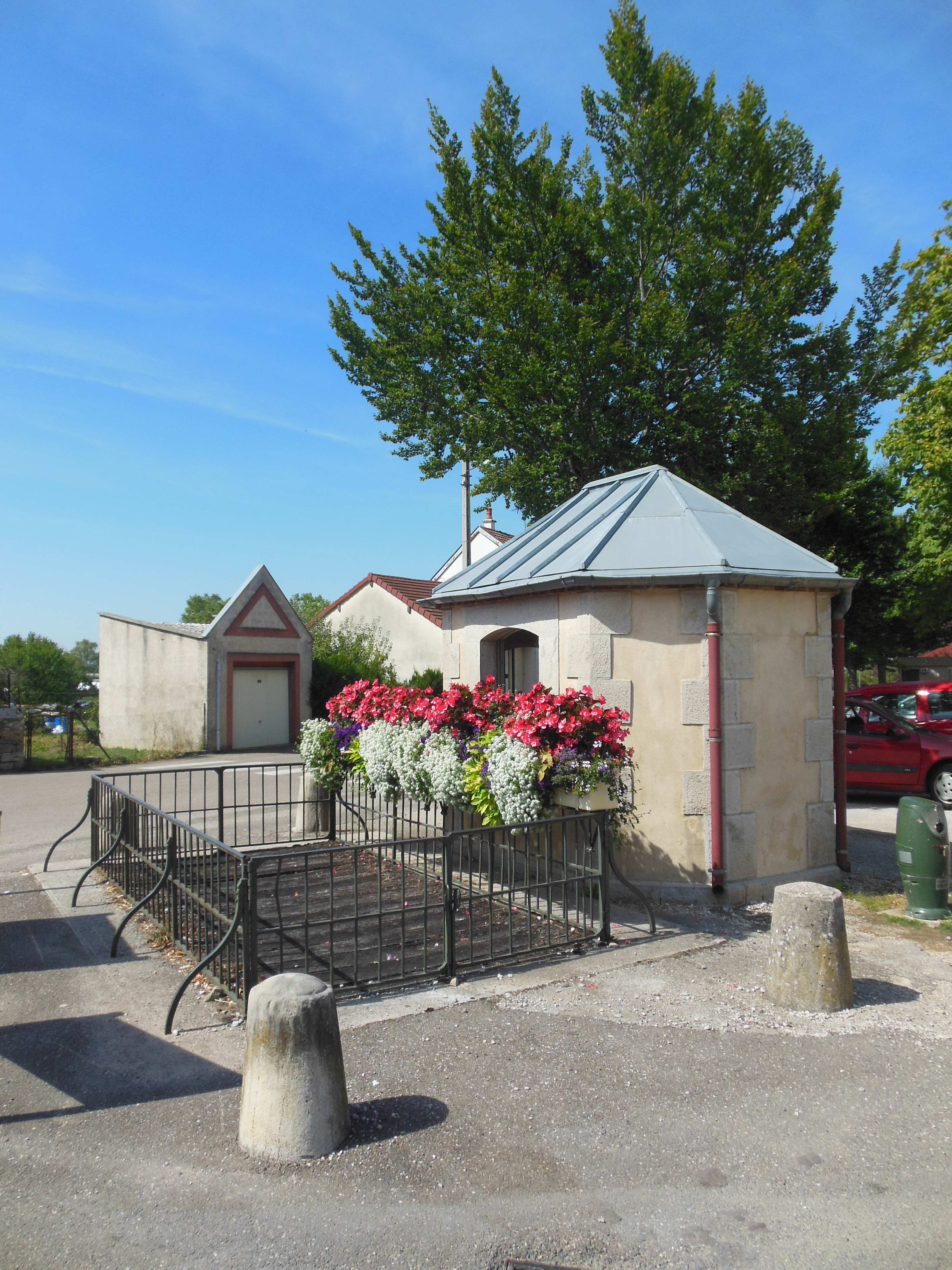
Poids public

#### Patrimoine naturel
- Vignoble du Jura de Poligny ;
- Belvédère de la croix du Dan ;
- Mont de Grimont ;
- Grottes de Roncevaux, du Coupot, et du Trou-de-la-Lune ;
- Sources de la Glantine et de l'Orain, affluent du Doubs ;
- Réserve naturelle régionale des grottes de la côte de la Baume.

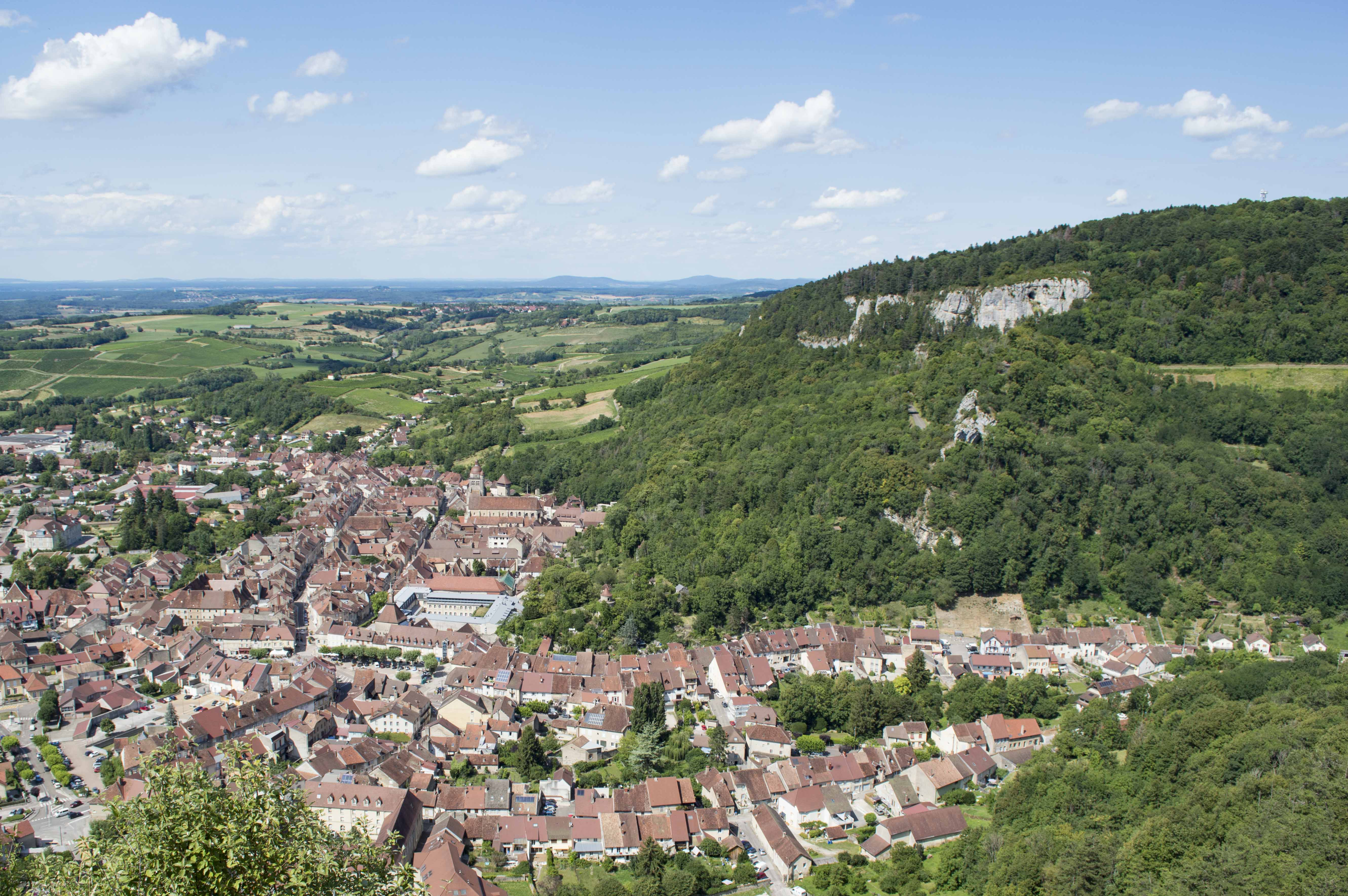
Vue panoramique depuis la croix du Dan.
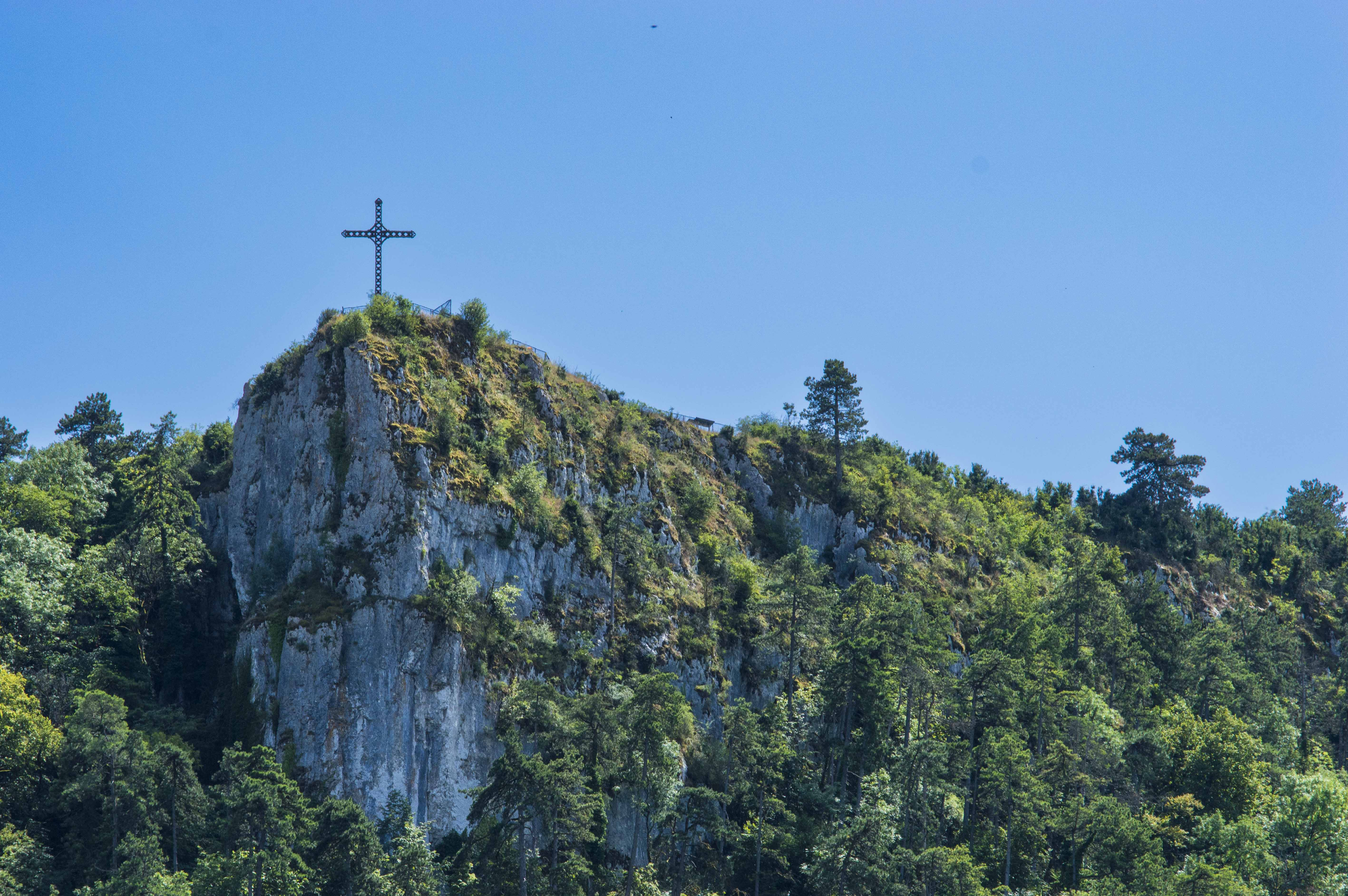
Croix du Dan.
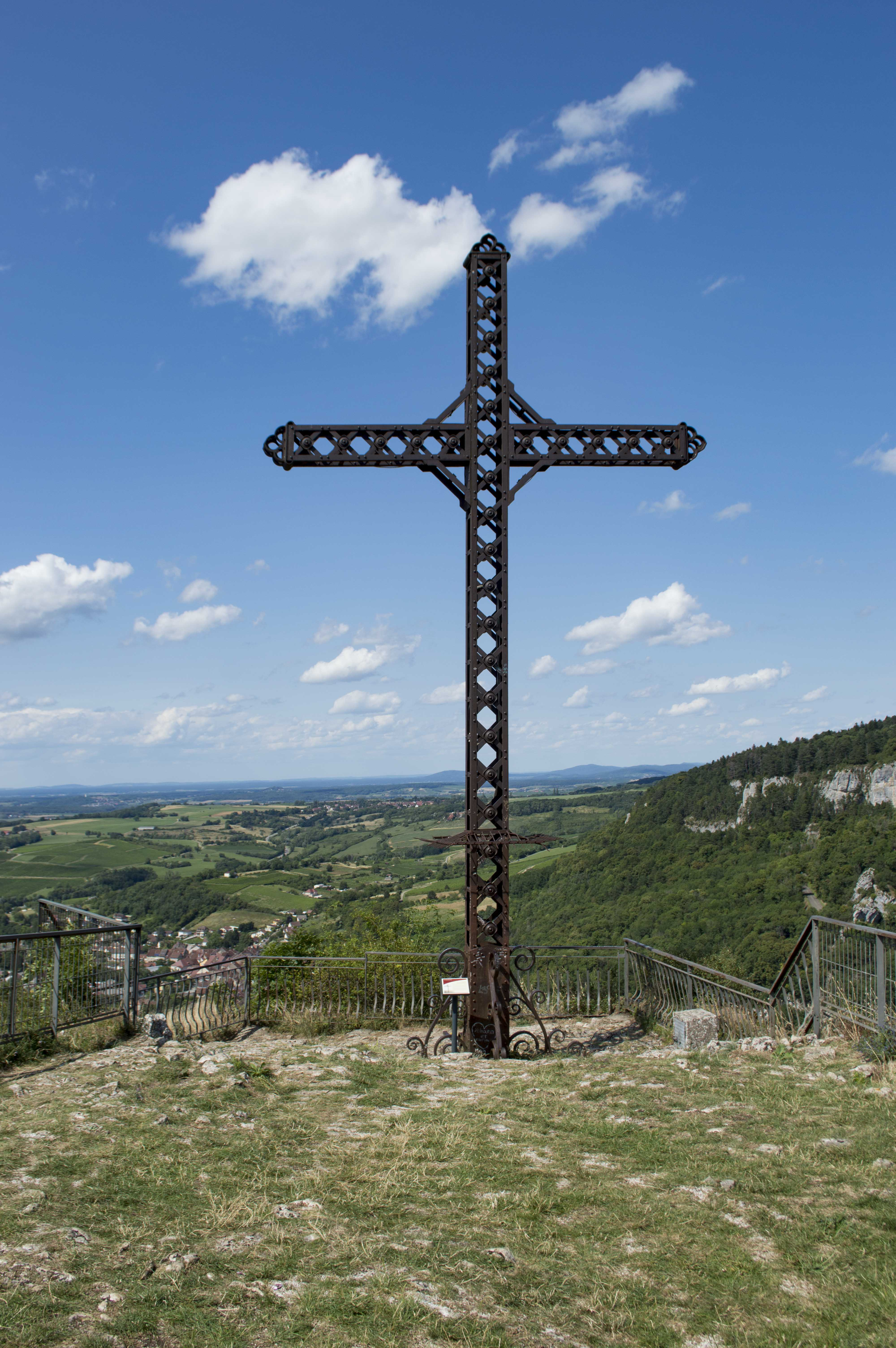
Croix du Dan.
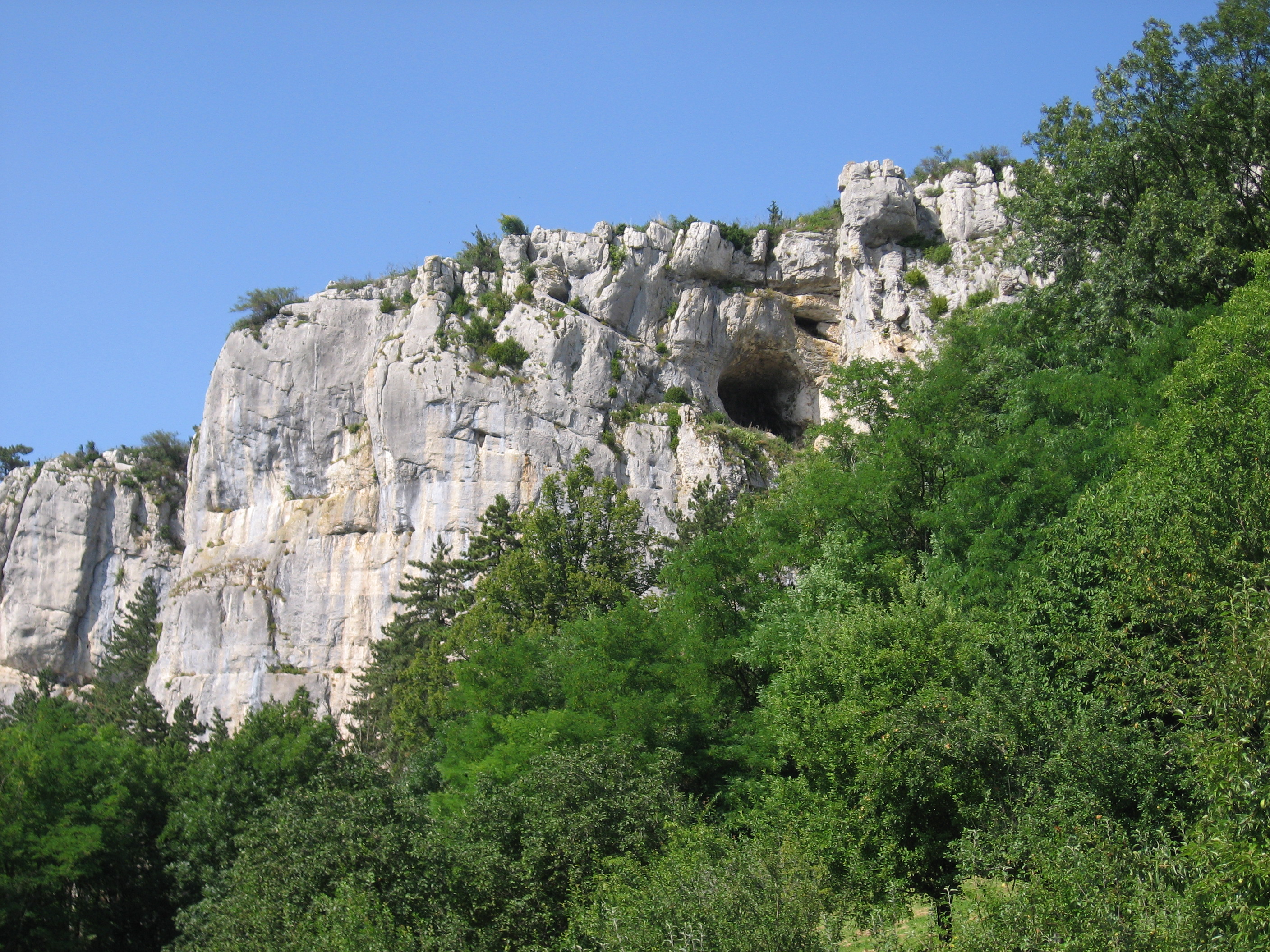
Grotte du Trou de la Lune.
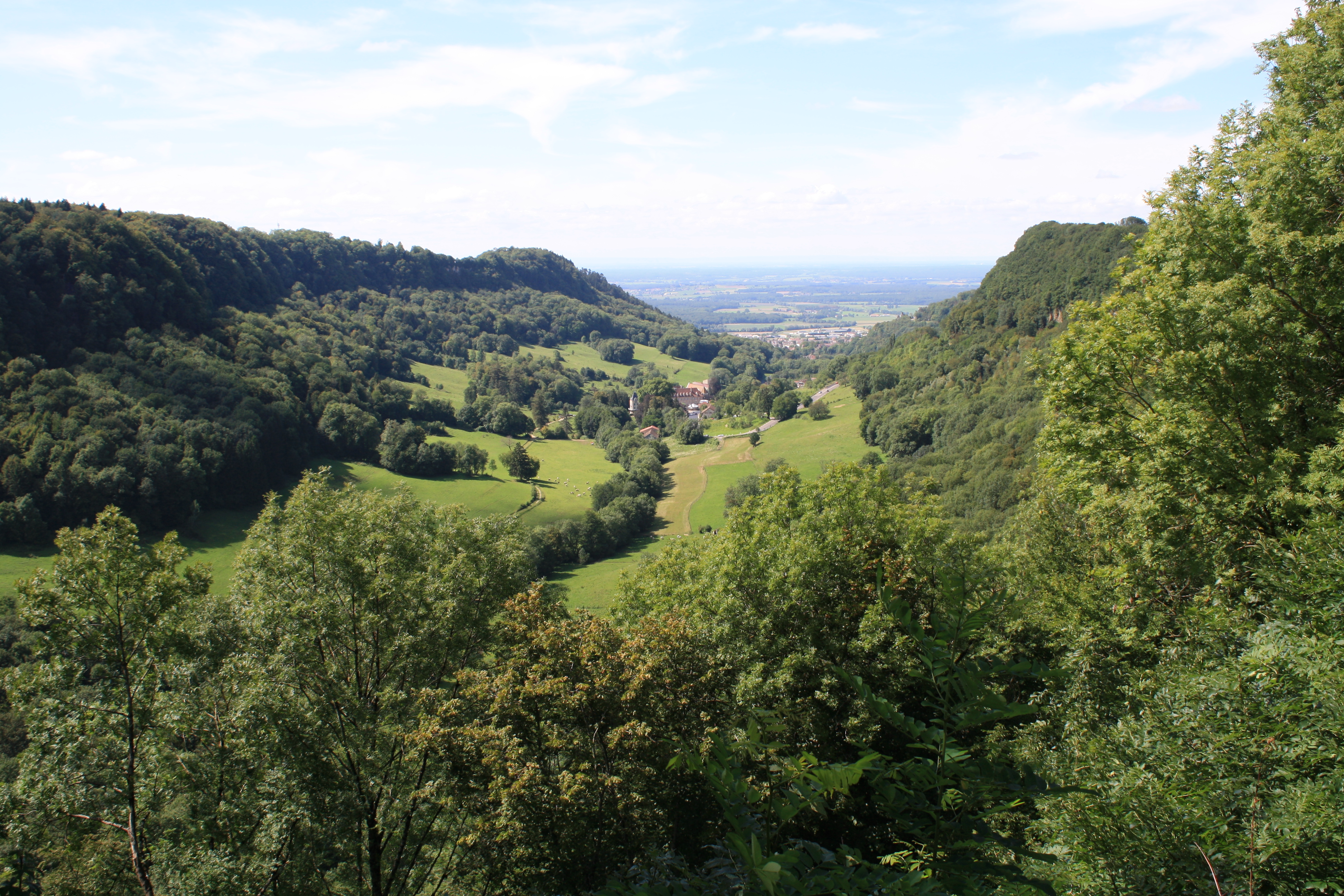
Reculée de Poligny, avec Poligny au fond, et prieuré de Vaux-sur-Poligny au milieu.

### Équipements culturels
- Cinéma Ciné Comté qui comporte une salle de 212 fauteuils.
- Médiathèque Bernard Clavel :
- Musée municipal
- Maison du Comté

La ville dispose d'une école de musique, qui dispense des cours de plusieurs types avec ses propres formations. L'harmonie de la Montaine se compose de deux formations : un chœur se composant d'une soixantaine de chanteurs et une harmonie d'environ quarante musiciens. Grâce aux différents jumelages organisés par la ville de Poligny, la Montaine a eu l'occasion de se produire en Allemagne et en Isère, et a participé à l'enregistrement de la pièce Nicolas De Flue de Arthur Honegger.

### Manifestations culturelles et festivités
C'est à l'initiative d'un vigneron de Poligny, Bernard Badoz, qu'a été créée la percée du vin jaune, une grande fête viticole annuelle devenue l'une des plus importantes de France, qui a lieu le premier week-end de février depuis 1996 dans une ou plusieurs communes du vignoble du Jura. Cet événement qui célèbre la mise en perce des premiers tonneaux de vin jaune après six ans et trois mois d'élevage accueille chaque année des dizaines de milliers de visiteurs. Poligny en a été la ville hôte en 1997, 2010 et 2019.

### Personnalités liées à la commune

#### Personnalités nées à Poligny

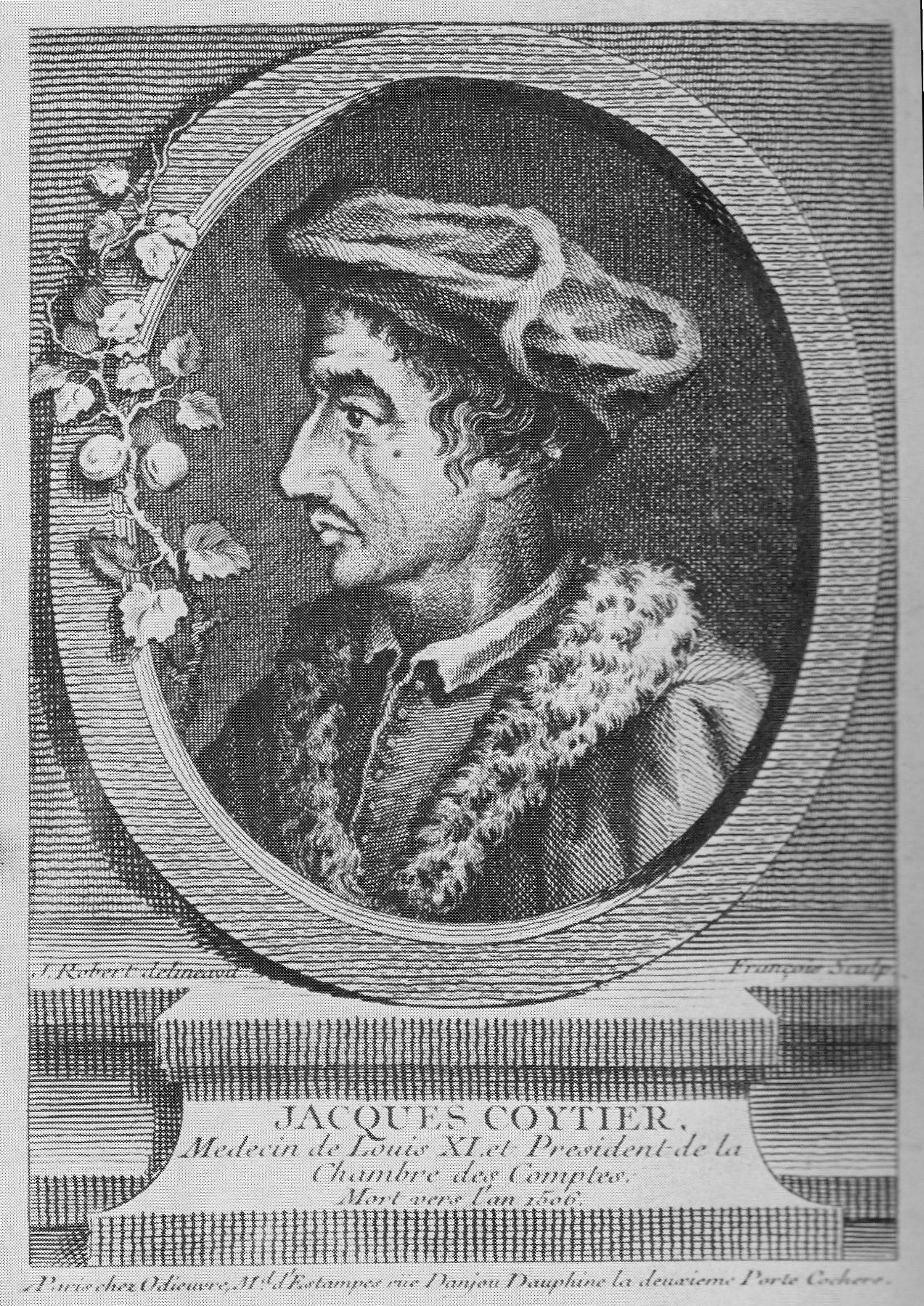
Jacques Coitier (v.1430- 1506).
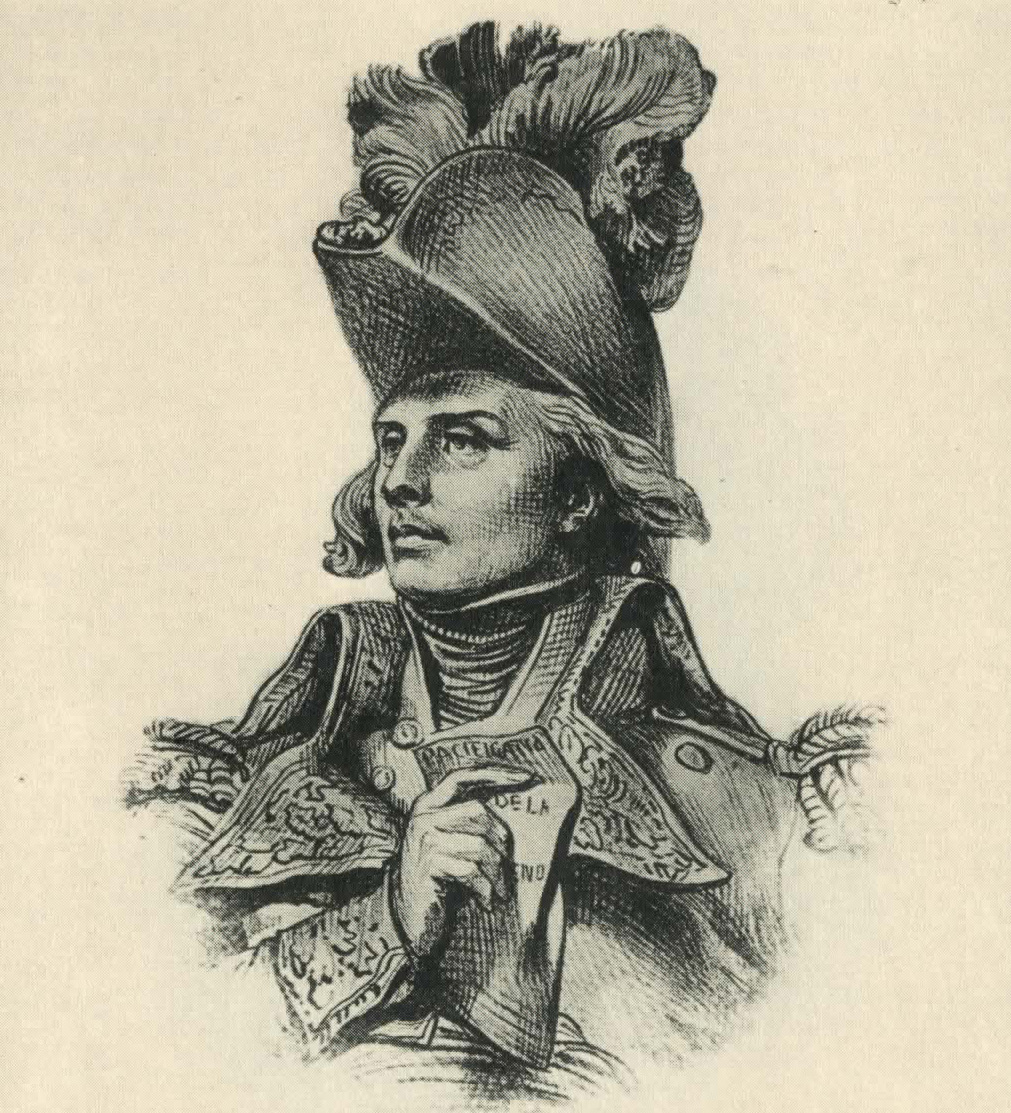
Jean-Pierre Travot (1767-1836).
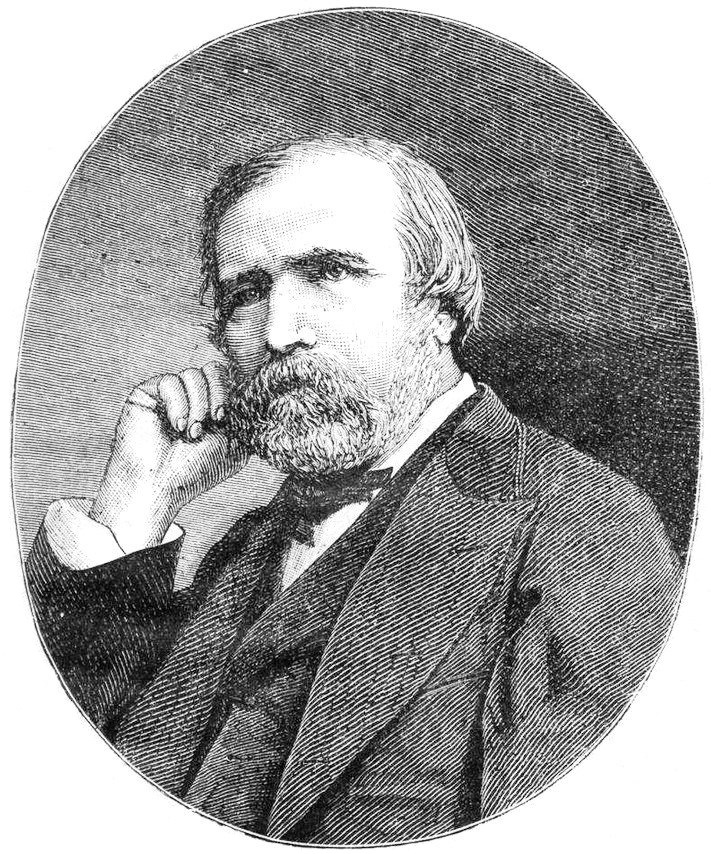
Wladimir Gagneur (1807-1889).
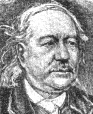
Charles Sauria (1812-1895).

- Jean Chevrot (vers 1395-1460), évêque de Tournai et chef du conseil du duc de Bourgogne ;
- Jacques Coitier (ou Coythier, ou Cottier ou Coctier) (vers 1430-1506), médecin de Louis XI ;
- Hippolyte de Berthoz (vers 1438-1503), haut fonctionnaire bourguignon ;
- Claude Luc (v1510-v1590), graveur et poète né à Poligny. Responsables des écoles de la ville
- Jean Matal (1510-1597) érudit comtois né à Poligny
- Jean Lejeune (1592-1672), religieux et théologien ;
- Jean-Claude Amyon (1735-1803), membre de la Convention et du Conseil des Anciens ;
- Augustin François Croichet (1742-1822), homme politique, député du Jura de 1791 à 1792.
- Rémy Hippolyte Bidault, né le 15 janvier 1747 à Poligny et mort le 14 mars 1810 dans la même commune, homme politique.
- Jean-Charles Sauriat (1753-1832), général de brigade de la Révolution française, né et mort dans cette commune.
- François Marie Gagneur, homme politique né le 15 mars 1765 à Poligny (Jura) et décédé le 20 octobre 1848 à Poligny.
- Jean-Pierre Travot (1767-1836), baron d'Empire et général ;
- Philippe Gerbet (1798-1864), homme d'Église, journaliste et écrivain ;
- Wladimir Gagneur (1807-1889), homme politique et journaliste ;
- Désiré Chevassu (1810-1869), homme politique ;
- Charles Sauria (1812-1895), inventeur des allumettes au phosphore ;
- Victor Clément (1824-?), figure de la Commune de Paris ;
- Gabrielle Niel (1831-1919), graveuse française ;
- Louis Roy (1862-1907), peintre né dans cette ville ;
- Georges Kriéger (1885-1914), organiste et compositeur, mort pour la France ;
- Roger Thirode (1921-1994) ingénieur et industriel français ;
- Sophie Agacinski (1943), actrice.
- Famille Bonnot

#### Autres
- Hugues (III) de Chalon (1449-1490), militaire, gouverneur de Poligny lors de son siège de 1480.
- Jacques Pierre Prothade Hyppolite, comte d'Astorg (1759-1828), militaire et homme politique, ayant résidé et étant mort à Poligny.
- Jean Eschbach (1895-1978), industriel et résistant chef d'état-major de Marcel Kibler le responsable des FFI d'Alsace pendant la Seconde Guerre mondiale, ayant résidé et étant mort à Poligny.
- John Steinbeck (1902-1968), écrivain américain, séjourna brièvement à Poligny après guerre[84],[85],[86].
- Sainte Colette fonda le monastère sainte Claire de Poligny en 1415, dans l’élan de sa réforme de l'ordre des Clarisses, sur les caves données par Jean sans Peur, Duc de Bourgogne[87]. La sainte y séjourna 10 ans.

### Héraldique, logotype et devise

#### Blason
Blasonnement : coupé, au premier d'azur semé de billettes d'or au lion issant du même brochant sur le tout, au second d'argent plain.

#### Devise
La devise « À Dieu playse Poligny » remonte au XVe siècle. Elle est attribuée à Colette de Corbie, religieuse réformatrice de l'Ordre des Clarisses ou Pauvres Dames, et dont le corps repose dans la chapelle des sœurs Clarisses.

## Pour approfondir

### Cartes
1. ↑  IGN, « Évolution comparée de l'occupation des sols de la commune sur cartes anciennes », sur remonterletemps.ign.fr (consulté le 15 juillet 2023).